# 関市

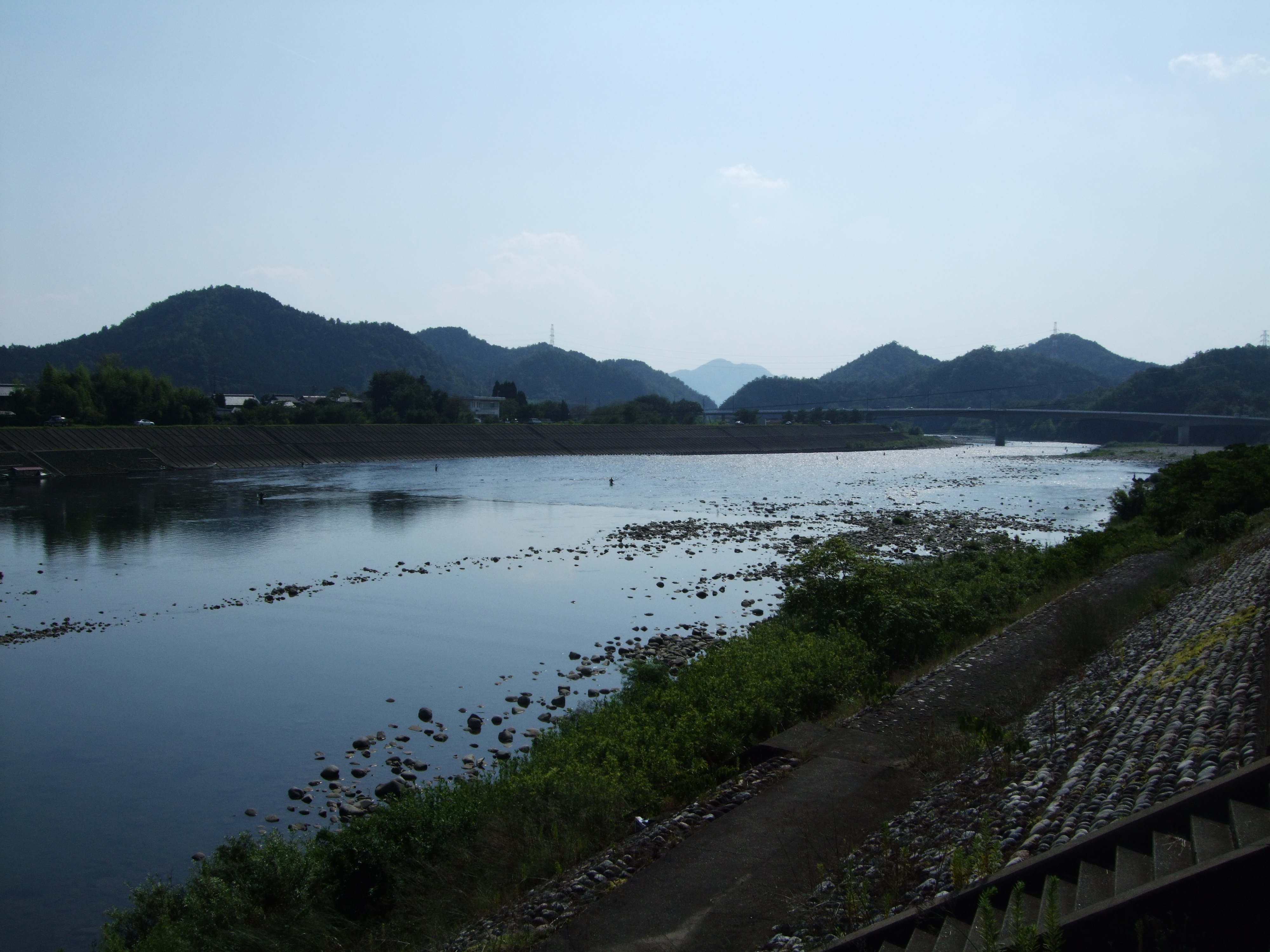
小瀬鵜飼が行われる長良川

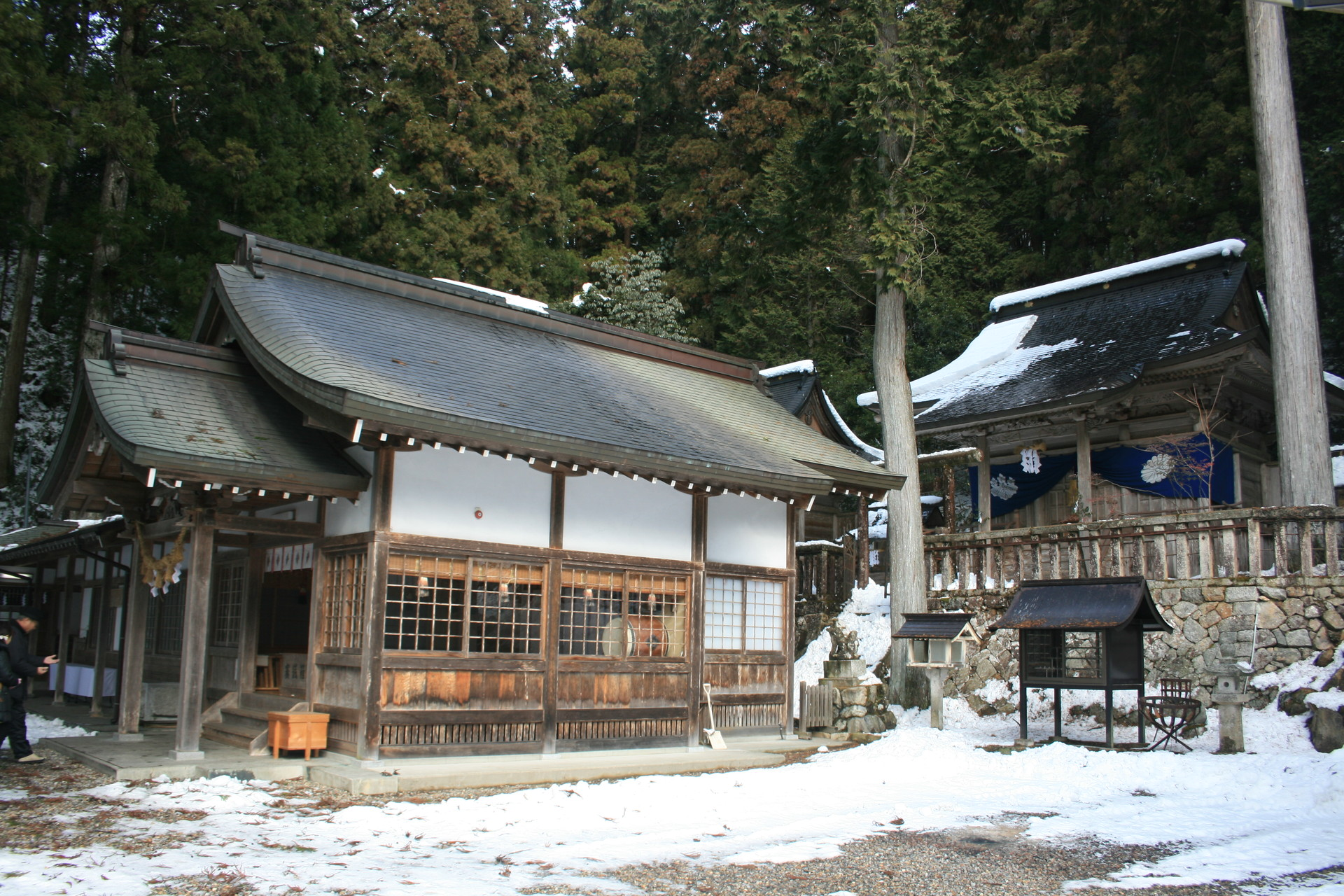
高賀神社

関市（せきし）は、岐阜県の中濃地域にある市。市域はV字型で西側は板取川・武儀川の流域、東側は津保川の流域である。
刃物の生産で知られ、ドイツのゾーリンゲンやイギリスのシェフィールドと並んで「世界三大刃物産地」の一つ(3S都市)と呼ばれている。

## 地理
岐阜県の中央部（中濃地方）に位置し、岐阜市に隣接、名古屋市から約40kmの距離にある。2005年（平成17年）の合併により美濃市を挟むようにV字型の市域になった。なおその合併により現在日本の人口重心地は関市内（旧武儀町域内）に位置している。総面積のうち旧関市域は約6割、旧武芸川町域は約3割が可住地だが、その他の地域の可住地面積の割合は1割にも満たない。市名は市内にあった濃州関所に由来。
合併前の旧関市域は盆地状の地形で濃尾平野の周辺部にあたり、岐阜市や各務原市といった周辺市町村との交流も深い。一方で旧板取村は福井県に隣接し、旧上之保村は飛騨地方と隣接するなど現在の市域はいびつな形状であり、かつ広大なものとなっている。
市外局番は大半の地域で0575（関MA）を使っているが、洞戸地区と板取地区は0581（高富MA）で、合併後も統一されていない。
- 山：滝波山（1412m）、左門岳（1224m）、高賀山（1224m）、日永岳（1216m）、蕪山（1069m）
- 河川：長良川、板取川、武儀川、津保川、今川、吉田川

### 地域
関市の地名を参照

### 隣接する自治体
- 岐阜市、美濃市、美濃加茂市、各務原市、下呂市、郡上市、山県市、本巣市
- 加茂郡：富加町、坂祝町、七宗町
- 福井県大野市

## 歴史
- 1950年（昭和25年）10月15日 - 武儀郡関町が市制施行して関市が発足[4]。
- 1957年（昭和32年）4月8日 - 昭和天皇、香淳皇后が市内に行幸啓。フェザー安全剃刀関工場などを視察[5]。
- 1963年（昭和38年）7月17日 - 市章制定[6]。
- 1975年（昭和50年）10月15日 - 市の花「きく」、市の木「杉」、「市民憲章」を制定[7] [8]。
- 2005年（平成17年）2月7日 - 武儀郡の武芸川町・洞戸村・板取村・武儀町・上之保村を編入合併した。

### 行政区域の変遷
- 1889年（明治22年）7月1日 - 町村制施行に伴い、武儀郡関町が発足。
- 1920年（大正9年）8月19日 - 関町が武儀郡吉田村を編入。
- 1943年（昭和18年）10月1日 - 関町が瀬尻村及び倉知村を編入。
- 1948年（昭和23年）12月10日 - 関町が田原村の一部を編入。
- 1949年（昭和24年）10月1日 - 関町が加茂郡富岡村の一部を編入。富岡村の残部は富田村へ編入。
- 1950年（昭和25年）8月10日　- 関町が山県郡千疋村を編入。
- 1950年（昭和25年）10月15日 - 関町が加茂郡田原村を編入。市制施行して関市が発足。
- 1951年（昭和26年）3月20日 - 関市が下有知村を編入。
- 1954年（昭和29年）9月10日 - 関市が富野村を編入。
- 1955年（昭和30年）1月10日 - 関市が小金田村を編入[4]。
- 1956年（昭和31年）9月29日 - 関市が南武芸村の一部を編入。南武芸村の残部は東武芸村と合併し武芸村（1965年4月1日町制施行、武芸川町となる）となる。
- 2005年（平成17年）2月7日 - 関市が武儀郡武芸川町・洞戸村・板取村・武儀町・上之保村を編入[9]。これにより、武儀郡は消滅。

### 変遷表
| 明治 元年              | 年次未詳                 | 明治 4年 4月 1日             | 明治 6年               | 明治 7年 9月                    | 明治 8年 6月            | 明治 12年 2月 18日 郡区町村 編成法施行 | 明治 22年 7月 1日 町村制施行 | 明治 30年 4月 1日                    | 大正 9年 8月 19日    | 大正 10年 7月 11日   | 昭和 18年 10月 1日   | 昭和 23年 12月 10日                  | 昭和 24年 10月 1日                  | 昭和 25年 8月 10日                  | 昭和 25年 10月 15日                         | 昭和 26年 3月 20日           | 昭和 29年 9月 10日          | 昭和 30年 1月 10日 -7月 10日                          | 昭和 31年 9月 29日             | 昭和 40年 4月 1日                        | 昭和 46年 4月 1日                  | 平成 17年 2月 7日    | 現在                 |
| ---------------------- | ------------------------ | ---------------------------- | ---------------------- | ------------------------------- | ----------------------- | -------------------------------------- | ---------------------------- | ------------------------------------ | -------------------- | -------------------- | -------------------- | ------------------------------------ | ----------------------------------- | ----------------------------------- | ------------------------------------------- | ---------------------------- | --------------------------- | ----------------------------------------------------- | ------------------------------ | ---------------------------------------- | ---------------------------------- | -------------------- | -------------------- |
| 山県郡 千疋村          | 山県郡 千疋村            | 山県郡 千疋村                | 山県郡 千疋村          | 山県郡 千疋村                   | 山県郡 千疋村           | 山県郡 千疋村                          | 山県郡 千疋村                | 明治30年 4月1日 山県郡 千疋村        | 山県郡 千疋村        | 山県郡 千疋村        | 山県郡 千疋村        | 山県郡 千疋村                        | 山県郡 千疋村                       | 昭和25年 8月10日 武儀郡 関町 に編入 | 関市                                        | 関市                         | 関市                        | 関市                                                  | 関市                           | 関市                                     | 関市                               | 関市                 | 関市                 |
| 武儀郡 植野村          | 武儀郡 植野村            | 武儀郡 植野村                | 武儀郡 植野村          | 武儀郡 植野村                   | 武儀郡 植野村           | 武儀郡 植野村                          | 武儀郡 植野村                | 明治30年 4月1日 山県郡 千疋村        | 山県郡 千疋村        | 山県郡 千疋村        | 山県郡 千疋村        | 山県郡 千疋村                        | 山県郡 千疋村                       | 昭和25年 8月10日 武儀郡 関町 に編入 | 関市                                        | 関市                         | 関市                        | 関市                                                  | 関市                           | 関市                                     | 関市                               | 関市                 | 関市                 |
| 武儀郡 関村            | 武儀郡 関村              | 武儀郡 関村                  | 武儀郡 関村            | 武儀郡 関村                     | 武儀郡 関村             | 武儀郡 関村                            | 町制 武儀郡 関町             | 武儀郡 関町                          | 武儀郡 関町          | 武儀郡 関町          | 武儀郡 関町          | 武儀郡 関町                          | 武儀郡 関町                         | 武儀郡 関町                         | 昭和25年 10月15日 市制 関市                 | 関市                         | 関市                        | 関市                                                  | 関市                           | 関市                                     | 関市                               | 関市                 | 関市                 |
| 武儀郡 吉田村          | 武儀郡 吉田村            | 武儀郡 吉田村                | 武儀郡 吉田村          | 武儀郡 吉田村                   | 武儀郡 吉田村           | 武儀郡 吉田村                          | 武儀郡 吉田村                | 武儀郡 吉田村                        | 武儀郡 関町          | 武儀郡 関町          | 武儀郡 関町          | 武儀郡 関町                          | 武儀郡 関町                         | 武儀郡 関町                         | 昭和25年 10月15日 市制 関市                 | 関市                         | 関市                        | 関市                                                  | 関市                           | 関市                                     | 関市                               | 関市                 | 関市                 |
| 武儀郡 小瀬村          | 武儀郡 小瀬村            | 武儀郡 小瀬村                | 武儀郡 小瀬村          | 武儀郡 小瀬村                   | 武儀郡 小瀬村           | 武儀郡 小瀬村                          | 武儀郡 瀬尻村                | 武儀郡 瀬尻村                        | 武儀郡 瀬尻村        | 武儀郡 瀬尻村        | 武儀郡 関町          | 武儀郡 関町                          | 武儀郡 関町                         | 武儀郡 関町                         | 昭和25年 10月15日 市制 関市                 | 関市                         | 関市                        | 関市                                                  | 関市                           | 関市                                     | 関市                               | 関市                 | 関市                 |
| 武儀郡 池尻村          | 武儀郡 池尻村            | 武儀郡 池尻村                | 武儀郡 池尻村          | 武儀郡 池尻村                   | 武儀郡 池尻村           | 武儀郡 池尻村                          | 武儀郡 瀬尻村                | 武儀郡 瀬尻村                        | 武儀郡 瀬尻村        | 武儀郡 瀬尻村        | 武儀郡 関町          | 武儀郡 関町                          | 武儀郡 関町                         | 武儀郡 関町                         | 昭和25年 10月15日 市制 関市                 | 関市                         | 関市                        | 関市                                                  | 関市                           | 関市                                     | 関市                               | 関市                 | 関市                 |
| 武儀郡 倉知村          | 武儀郡 倉知村            | 武儀郡 倉知村                | 武儀郡 倉知村          | 武儀郡 倉知村                   | 武儀郡 倉知村           | 武儀郡 倉知村                          | 武儀郡 倉知村                | 武儀郡 倉知村                        | 武儀郡 倉知村        | 武儀郡 倉知村        | 武儀郡 関町          | 武儀郡 関町                          | 武儀郡 関町                         | 武儀郡 関町                         | 昭和25年 10月15日 市制 関市                 | 関市                         | 関市                        | 関市                                                  | 関市                           | 関市                                     | 関市                               | 関市                 | 関市                 |
| 加茂郡 肥田瀬村        | 加茂郡 肥田瀬村          | 加茂郡 肥田瀬村              | 加茂郡 肥田瀬村        | 加茂郡 肥田瀬村                 | 加茂郡 肥田瀬村         | 加茂郡 肥田瀬村                        | 加茂郡 肥田瀬村              | 明治30年 4月1日 加茂郡 富岡村 の一部 | 加茂郡 富岡村 の一部 | 加茂郡 富岡村 の一部 | 加茂郡 富岡村 の一部 | 加茂郡 富岡村 の一部                 | 昭和24年 10月1日 武儀郡 関町 に編入 | 武儀郡 関町                         | 関市                                        | 関市                         | 関市                        | 関市                                                  | 関市                           | 関市                                     | 関市                               | 関市                 | 関市                 |
| 加茂郡 鋳物師屋村      | 加茂郡 鋳物師屋村        | 加茂郡 鋳物師屋村            | 加茂郡 鋳物師屋村      | 加茂郡 鋳物師屋村               | 加茂郡 鋳物師屋村       | 加茂郡 鋳物師屋村                      | 加茂郡 鋳物師屋村            | 明治30年 4月1日 加茂郡 富岡村 の一部 | 加茂郡 富岡村 の一部 | 加茂郡 富岡村 の一部 | 加茂郡 富岡村 の一部 | 加茂郡 富岡村 の一部                 | 昭和24年 10月1日 武儀郡 関町 に編入 | 武儀郡 関町                         | 関市                                        | 関市                         | 関市                        | 関市                                                  | 関市                           | 関市                                     | 関市                               | 関市                 | 関市                 |
| 加茂郡 市平賀村        | 加茂郡 市平賀村          | 加茂郡 市平賀村              | 加茂郡 市平賀村        | 加茂郡 市平賀村                 | 加茂郡 市平賀村         | 加茂郡 市平賀村                        | 加茂郡 市平賀村              | 明治30年 4月1日 加茂郡 富岡村 の一部 | 加茂郡 富岡村 の一部 | 加茂郡 富岡村 の一部 | 加茂郡 富岡村 の一部 | 加茂郡 富岡村 の一部                 | 昭和24年 10月1日 武儀郡 関町 に編入 | 武儀郡 関町                         | 関市                                        | 関市                         | 関市                        | 関市                                                  | 関市                           | 関市                                     | 関市                               | 関市                 | 関市                 |
| 加茂郡 大平賀村        | 加茂郡 大平賀村          | 加茂郡 大平賀村              | 加茂郡 大平賀村        | 加茂郡 大平賀村                 | 加茂郡 大平賀村         | 加茂郡 大平賀村                        | 加茂郡 大平賀村              | 明治30年 4月1日 加茂郡 富岡村 の一部 | 加茂郡 富岡村 の一部 | 加茂郡 富岡村 の一部 | 加茂郡 富岡村 の一部 | 加茂郡 富岡村 の一部                 | 加茂郡 富田村 の一部                | 加茂郡 富田村 の一部                | 加茂郡 富田村 の一部                        | 加茂郡 富田村 の一部         | 加茂郡 富加町 の一部        | 加茂郡 富加町 の一部                                  | 加茂郡 富加町 の一部           | 加茂郡 富加町 の一部                     | 加茂郡 富加町 の一部               | 加茂郡 富加町 の一部 | 加茂郡 富加町 の一部 |
| 武儀郡 小屋名村        | 武儀郡 小屋名村          | 武儀郡 小屋名村              | 武儀郡 小屋名村        | 武儀郡 小屋名村                 | 武儀郡 小屋名村         | 武儀郡 小屋名村                        | 武儀郡 小金田村              | 武儀郡 小金田村                      | 武儀郡 小金田村      | 武儀郡 小金田村      | 武儀郡 小金田村      | 武儀郡 小金田村                      | 武儀郡 小金田村                     | 武儀郡 小金田村                     | 武儀郡 小金田村                             | 武儀郡 小金田村              | 武儀郡 小金田村             | 昭和30年 1月10日 関市に編入                           | 関市                           | 関市                                     | 関市                               | 関市                 | 関市                 |
| 武儀郡 山田村          | 武儀郡 山田村            | 武儀郡 山田村                | 武儀郡 山田村          | 武儀郡 山田村                   | 武儀郡 山田村           | 武儀郡 山田村                          | 武儀郡 小金田村              | 武儀郡 小金田村                      | 武儀郡 小金田村      | 武儀郡 小金田村      | 武儀郡 小金田村      | 武儀郡 小金田村                      | 武儀郡 小金田村                     | 武儀郡 小金田村                     | 武儀郡 小金田村                             | 武儀郡 小金田村              | 武儀郡 小金田村             | 昭和30年 1月10日 関市に編入                           | 関市                           | 関市                                     | 関市                               | 関市                 | 関市                 |
| 武儀郡 上白金村        | 武儀郡 上白金村          | 武儀郡 上白金村              | 武儀郡 上白金村        | 武儀郡 上白金村                 | 武儀郡 上白金村         | 武儀郡 上白金村                        | 武儀郡 小金田村              | 武儀郡 小金田村                      | 武儀郡 小金田村      | 武儀郡 小金田村      | 武儀郡 小金田村      | 武儀郡 小金田村                      | 武儀郡 小金田村                     | 武儀郡 小金田村                     | 武儀郡 小金田村                             | 武儀郡 小金田村              | 武儀郡 小金田村             | 昭和30年 1月10日 関市に編入                           | 関市                           | 関市                                     | 関市                               | 関市                 | 関市                 |
| 武儀郡 下白金村        | 武儀郡 下白金村          | 武儀郡 下白金村              | 武儀郡 下白金村        | 武儀郡 下白金村                 | 武儀郡 下白金村         | 武儀郡 下白金村 ※字・保明組 を除く     | 武儀郡 小金田村              | 武儀郡 小金田村                      | 武儀郡 小金田村      | 武儀郡 小金田村      | 武儀郡 小金田村      | 武儀郡 小金田村                      | 武儀郡 小金田村                     | 武儀郡 小金田村                     | 武儀郡 小金田村                             | 武儀郡 小金田村              | 武儀郡 小金田村             | 昭和30年 1月10日 関市に編入                           | 関市                           | 関市                                     | 関市                               | 関市                 | 関市                 |
| 武儀郡 下白金村        | 武儀郡 下白金村          | 武儀郡 下白金村              | 武儀郡 下白金村        | 武儀郡 下白金村                 | 武儀郡 下白金村         | 武儀郡 下白金村 字・保明組             | 武儀郡 下白金村 字・保明組   | 明治30年 4月1日 山県郡 保戸島村      | 山県郡 保戸島村      | 山県郡 保戸島村      | 山県郡 保戸島村      | 山県郡 保戸島村                      | 山県郡 保戸島村                     | 武儀郡 小金田村                     | 武儀郡 小金田村                             | 武儀郡 小金田村              | 武儀郡 小金田村             | 昭和30年 1月10日 関市に編入                           | 関市                           | 関市                                     | 関市                               | 関市                 | 関市                 |
| 稲葉郡 芥見村 字・島崎 | 稲葉郡 芥見村 字・島崎   | 稲葉郡 芥見村 字・島崎       | 稲葉郡 芥見村 字・島崎 | 稲葉郡 芥見村 字・島崎          | 稲葉郡 芥見村 字・島崎  | 稲葉郡 芥見村 字・島崎                 | 稲葉郡 芥見村 字・島崎       | 明治30年 4月1日 山県郡 保戸島村      | 山県郡 保戸島村      | 山県郡 保戸島村      | 山県郡 保戸島村      | 山県郡 保戸島村                      | 山県郡 保戸島村                     | 武儀郡 小金田村                     | 武儀郡 小金田村                             | 武儀郡 小金田村              | 武儀郡 小金田村             | 昭和30年 1月10日 関市に編入                           | 関市                           | 関市                                     | 関市                               | 関市                 | 関市                 |
| 山県郡 戸田村          | 山県郡 戸田村            | 山県郡 戸田村                | 山県郡 戸田村          | 山県郡 戸田村                   | 山県郡 戸田村           | 山県郡 戸田村                          | 山県郡 戸田村                | 明治30年 4月1日 山県郡 保戸島村      | 山県郡 保戸島村      | 山県郡 保戸島村      | 山県郡 保戸島村      | 山県郡 保戸島村                      | 山県郡 保戸島村                     | 武儀郡 小金田村                     | 武儀郡 小金田村                             | 武儀郡 小金田村              | 武儀郡 小金田村             | 昭和30年 1月10日 関市に編入                           | 関市                           | 関市                                     | 関市                               | 関市                 | 関市                 |
| 山県郡 側島村          | 山県郡 側島村            | 山県郡 側島村                | 山県郡 側島村          | 山県郡 側島村                   | 山県郡 側島村           | 山県郡 側島村                          | 山県郡 側島村                | 明治30年 4月1日 山県郡 保戸島村      | 山県郡 保戸島村      | 山県郡 保戸島村      | 山県郡 保戸島村      | 山県郡 保戸島村                      | 山県郡 保戸島村                     | 武儀郡 小金田村                     | 武儀郡 小金田村                             | 武儀郡 小金田村              | 武儀郡 小金田村             | 昭和30年 1月10日 関市に編入                           | 関市                           | 関市                                     | 関市                               | 関市                 | 関市                 |
| 加茂郡 稲口村          | 加茂郡 稲口村            | 加茂郡 稲口村                | 加茂郡 稲口村          | 加茂郡 稲口村                   | 加茂郡 稲口村           | 加茂郡 稲口村                          | 稲口村 ※小字・三飛 を除く    | 明治30年 4月1日 加茂郡 田原村        | 加茂郡 田原村        | 加茂郡 田原村        | 加茂郡 田原村        | 昭和23年 12月10日 武儀郡 関町 に編入 | 武儀郡 関町                         | 武儀郡 関町                         | 関市                                        | 関市                         | 関市                        | 関市                                                  | 関市                           | 関市                                     | 関市                               | 関市                 | 関市                 |
| 加茂郡 稲口村          | 加茂郡 稲口村            | 加茂郡 稲口村                | 加茂郡 稲口村          | 加茂郡 稲口村                   | 加茂郡 稲口村           | 加茂郡 稲口村                          | 稲口村 小字・三飛            | 明治30年 4月1日 加茂郡 田原村        | 加茂郡 田原村        | 加茂郡 田原村        | 加茂郡 田原村        | 加茂郡 田原村                        | 加茂郡 田原村                       | 加茂郡 田原村                       | 昭和25年 10月15日 関町 に編入 即日市制 関市 | 関市                         | 関市                        | 関市                                                  | 関市                           | 関市                                     | 関市                               | 関市                 | 関市                 |
| 加茂郡 東田原村        | 加茂郡 東田原村          | 加茂郡 東田原村              | 加茂郡 東田原村        | 加茂郡 東田原村                 | 加茂郡 東田原村         | 加茂郡 田原村                          | 加茂郡 田原村                | 明治30年 4月1日 加茂郡 田原村        | 加茂郡 田原村        | 加茂郡 田原村        | 加茂郡 田原村        | 加茂郡 田原村                        | 加茂郡 田原村                       | 加茂郡 田原村                       | 昭和25年 10月15日 関町 に編入 即日市制 関市 | 関市                         | 関市                        | 関市                                                  | 関市                           | 関市                                     | 関市                               | 関市                 | 関市                 |
| 加茂郡 西田原村        | 加茂郡 西田原村          | 加茂郡 西田原村              | 加茂郡 西田原村        | 加茂郡 西田原村                 | 加茂郡 西田原村         | 加茂郡 田原村                          | 加茂郡 田原村                | 明治30年 4月1日 加茂郡 田原村        | 加茂郡 田原村        | 加茂郡 田原村        | 加茂郡 田原村        | 加茂郡 田原村                        | 加茂郡 田原村                       | 加茂郡 田原村                       | 昭和25年 10月15日 関町 に編入 即日市制 関市 | 関市                         | 関市                        | 関市                                                  | 関市                           | 関市                                     | 関市                               | 関市                 | 関市                 |
| 加茂郡 小迫間村        | 加茂郡 小迫間村          | 加茂郡 小迫間村              | 加茂郡 小迫間村        | 加茂郡 小迫間村                 | 加茂郡 小迫間村         | 加茂郡 田原村                          | 加茂郡 田原村                | 明治30年 4月1日 加茂郡 田原村        | 加茂郡 田原村        | 加茂郡 田原村        | 加茂郡 田原村        | 加茂郡 田原村                        | 加茂郡 田原村                       | 加茂郡 田原村                       | 昭和25年 10月15日 関町 に編入 即日市制 関市 | 関市                         | 関市                        | 関市                                                  | 関市                           | 関市                                     | 関市                               | 関市                 | 関市                 |
| 加茂郡 迫間村          | 加茂郡 迫間村            | 加茂郡 迫間村                | 加茂郡 迫間村          | 加茂郡 迫間村                   | 加茂郡 迫間村           | 加茂郡 田原村                          | 加茂郡 田原村                | 明治30年 4月1日 加茂郡 田原村        | 加茂郡 田原村        | 加茂郡 田原村        | 加茂郡 田原村        | 加茂郡 田原村                        | 加茂郡 田原村                       | 加茂郡 田原村                       | 昭和25年 10月15日 関町 に編入 即日市制 関市 | 関市                         | 関市                        | 関市                                                  | 関市                           | 関市                                     | 関市                               | 関市                 | 関市                 |
| 加茂郡 大杉村          | 加茂郡 大杉村            | 加茂郡 大杉村                | 加茂郡 大杉村          | 加茂郡 大杉村                   | 加茂郡 大杉村           | 加茂郡 田原村                          | 加茂郡 田原村                | 明治30年 4月1日 加茂郡 田原村        | 加茂郡 田原村        | 加茂郡 田原村        | 加茂郡 田原村        | 加茂郡 田原村                        | 加茂郡 田原村                       | 加茂郡 田原村                       | 昭和25年 10月15日 関町 に編入 即日市制 関市 | 関市                         | 関市                        | 関市                                                  | 関市                           | 関市                                     | 関市                               | 関市                 | 関市                 |
| 武儀郡 下有知村        | 武儀郡 下有知村          | 武儀郡 下有知村              | 武儀郡 下有知村        | 武儀郡 下有知村                 | 武儀郡 下有知村         | 加茂郡 田原村                          | 加茂郡 田原村                | 武儀郡 下有知村                      | 武儀郡 下有知村      | 武儀郡 下有知村      | 武儀郡 下有知村      | 武儀郡 下有知村                      | 武儀郡 下有知村                     | 武儀郡 下有知村                     | 武儀郡 下有知村                             | 昭和26年 3月20日 関市 に編入 | 関市                        | 関市                                                  | 関市                           | 関市                                     | 関市                               | 関市                 | 関市                 |
| 武儀郡 西神野村        | 武儀郡 西神野村          | 武儀郡 西神野村              | 武儀郡 西神野村        | 武儀郡 西神野村                 | 武儀郡 西神野村         | 武儀郡 西神野村                        | 武儀郡 富野村                | 武儀郡 富野村                        | 武儀郡 富野村        | 武儀郡 富野村        | 武儀郡 富野村        | 武儀郡 富野村                        | 武儀郡 富野村                       | 武儀郡 富野村                       | 武儀郡 富野村                               | 武儀郡 富野村                | 昭和29年 9月10日 関市に編入 | 関市 昭和30年 7月10日 旧・小野村の一部が美濃市 に編入 | 関市                           | 関市                                     | 関市                               | 関市                 | 関市                 |
| 武儀郡 神野村          | 武儀郡 神野村            | 武儀郡 神野村                | 武儀郡 神野村          | 武儀郡 神野村                   | 武儀郡 神野村           | 武儀郡 神野村                          | 武儀郡 富野村                | 武儀郡 富野村                        | 武儀郡 富野村        | 武儀郡 富野村        | 武儀郡 富野村        | 武儀郡 富野村                        | 武儀郡 富野村                       | 武儀郡 富野村                       | 武儀郡 富野村                               | 武儀郡 富野村                | 昭和29年 9月10日 関市に編入 | 関市 昭和30年 7月10日 旧・小野村の一部が美濃市 に編入 | 関市                           | 関市                                     | 関市                               | 関市                 | 関市                 |
| 武儀郡 小野村          | 武儀郡 小野村            | 武儀郡 小野村                | 武儀郡 小野村          | 武儀郡 小野村                   | 武儀郡 小野村           | 武儀郡 小野村                          | 武儀郡 富野村                | 武儀郡 富野村                        | 武儀郡 富野村        | 武儀郡 富野村        | 武儀郡 富野村        | 武儀郡 富野村                        | 武儀郡 富野村                       | 武儀郡 富野村                       | 武儀郡 富野村                               | 武儀郡 富野村                | 昭和29年 9月10日 関市に編入 | 関市 昭和30年 7月10日 旧・小野村の一部が美濃市 に編入 | 関市                           | 関市                                     | 関市                               | 関市                 | 関市                 |
| 武儀郡 大野村          | 武儀郡 大野村            | 武儀郡 大野村                | 武儀郡 大野村          | 明治7年9月 改称 武儀郡 上大野村 | 武儀郡 上大野村         | 武儀郡 上大野村                        | 武儀郡 富野村                | 武儀郡 富野村                        | 武儀郡 富野村        | 武儀郡 富野村        | 武儀郡 富野村        | 武儀郡 富野村                        | 武儀郡 富野村                       | 武儀郡 富野村                       | 武儀郡 富野村                               | 武儀郡 富野村                | 昭和29年 9月10日 関市に編入 | 関市 昭和30年 7月10日 旧・小野村の一部が美濃市 に編入 | 関市                           | 関市                                     | 関市                               | 関市                 | 関市                 |
| 武儀郡 志津野村        | 武儀郡 志津野村          | 武儀郡 志津野村              | 武儀郡 志津野村        | 武儀郡 志津野村                 | 武儀郡 志津野村         | 武儀郡 志津野村                        | 武儀郡 富野村                | 武儀郡 富野村                        | 武儀郡 富野村        | 武儀郡 富野村        | 武儀郡 富野村        | 武儀郡 富野村                        | 武儀郡 富野村                       | 武儀郡 富野村                       | 武儀郡 富野村                               | 武儀郡 富野村                | 昭和29年 9月10日 関市に編入 | 関市 昭和30年 7月10日 旧・小野村の一部が美濃市 に編入 | 関市                           | 関市                                     | 関市                               | 関市                 | 関市                 |
| 武儀郡 広見村          | 武儀郡 広見村            | 武儀郡 広見村                | 武儀郡 広見村          | 武儀郡 広見村                   | 武儀郡 広見村           | 武儀郡 広見村                          | 武儀郡 広見村                | 明治30年 4月1日 武儀郡 南武芸村      | 武儀郡 南武芸村      | 武儀郡 南武芸村      | 武儀郡 南武芸村      | 武儀郡 南武芸村                      | 武儀郡 南武芸村                     | 武儀郡 南武芸村                     | 武儀郡 南武芸村                             | 武儀郡 南武芸村              | 武儀郡 南武芸村             | 武儀郡 南武芸村                                       | 昭和31年 9月29日 関市に編入    | 関市                                     | 関市                               | 関市                 | 関市                 |
| 武儀郡 広見村          | 武儀郡 広見村            | 武儀郡 広見村                | 武儀郡 広見村          | 武儀郡 広見村                   | 武儀郡 広見村           | 武儀郡 広見村                          | 武儀郡 広見村                | 明治30年 4月1日 武儀郡 南武芸村      | 武儀郡 南武芸村      | 武儀郡 南武芸村      | 武儀郡 南武芸村      | 武儀郡 南武芸村                      | 武儀郡 南武芸村                     | 武儀郡 南武芸村                     | 武儀郡 南武芸村                             | 武儀郡 南武芸村              | 武儀郡 南武芸村             | 武儀郡 南武芸村                                       | 昭和31年 9月29日 武儀郡 武芸村 | 昭和40年 4月1日 町制改称 武儀郡 武芸川町 | 武儀郡 武芸川町                    | 関市                 | 関市                 |
| 武儀郡 高野村          | 武儀郡 高野村            | 武儀郡 高野村                | 武儀郡 高野村          | 武儀郡 高野村                   | 武儀郡 高野村           | 武儀郡 高野村                          | 武儀郡 高野村                | 明治30年 4月1日 武儀郡 南武芸村      | 武儀郡 南武芸村      | 武儀郡 南武芸村      | 武儀郡 南武芸村      | 武儀郡 南武芸村                      | 武儀郡 南武芸村                     | 武儀郡 南武芸村                     | 武儀郡 南武芸村                             | 武儀郡 南武芸村              | 武儀郡 南武芸村             | 武儀郡 南武芸村                                       | 昭和31年 9月29日 武儀郡 武芸村 | 昭和40年 4月1日 町制改称 武儀郡 武芸川町 | 武儀郡 武芸川町                    | 関市                 | 関市                 |
| 武儀郡 八幡村          | 武儀郡 八幡村            | 武儀郡 八幡村                | 武儀郡 八幡村          | 武儀郡 八幡村                   | 武儀郡 八幡村           | 武儀郡 八幡村                          | 武儀郡 八幡村                | 明治30年 4月1日 武儀郡 南武芸村      | 武儀郡 南武芸村      | 武儀郡 南武芸村      | 武儀郡 南武芸村      | 武儀郡 南武芸村                      | 武儀郡 南武芸村                     | 武儀郡 南武芸村                     | 武儀郡 南武芸村                             | 武儀郡 南武芸村              | 武儀郡 南武芸村             | 武儀郡 南武芸村                                       | 昭和31年 9月29日 武儀郡 武芸村 | 昭和40年 4月1日 町制改称 武儀郡 武芸川町 | 武儀郡 武芸川町                    | 関市                 | 関市                 |
| 武儀郡 小知野村        | 武儀郡 小知野村          | 武儀郡 小知野村              | 武儀郡 小知野村        | 武儀郡 小知野村                 | 武儀郡 小知野村         | 武儀郡 小知野村                        | 武儀郡 小知野村              | 明治30年 4月1日 武儀郡 南武芸村      | 武儀郡 南武芸村      | 武儀郡 南武芸村      | 武儀郡 南武芸村      | 武儀郡 南武芸村                      | 武儀郡 南武芸村                     | 武儀郡 南武芸村                     | 武儀郡 南武芸村                             | 武儀郡 南武芸村              | 武儀郡 南武芸村             | 武儀郡 南武芸村                                       | 昭和31年 9月29日 武儀郡 武芸村 | 昭和40年 4月1日 町制改称 武儀郡 武芸川町 | 武儀郡 武芸川町                    | 関市                 | 関市                 |
| 武儀郡 跡部村          | 武儀郡 跡部村            | 武儀郡 跡部村                | 武儀郡 跡部村          | 武儀郡 跡部村                   | 武儀郡 跡部村           | 武儀郡 跡部村                          | 武儀郡 跡部村                | 明治30年 4月1日 武儀郡 南武芸村      | 武儀郡 南武芸村      | 武儀郡 南武芸村      | 武儀郡 南武芸村      | 武儀郡 南武芸村                      | 武儀郡 南武芸村                     | 武儀郡 南武芸村                     | 武儀郡 南武芸村                             | 武儀郡 南武芸村              | 武儀郡 南武芸村             | 武儀郡 南武芸村                                       | 昭和31年 9月29日 武儀郡 武芸村 | 昭和40年 4月1日 町制改称 武儀郡 武芸川町 | 武儀郡 武芸川町                    | 関市                 | 関市                 |
| 武儀郡 谷口村          | 武儀郡 谷口村            | 武儀郡 東武芸村              | 武儀郡 東武芸村        | 武儀郡 東武芸村                 | 武儀郡 東武芸村         | 武儀郡 東武芸村                        | 武儀郡 東武芸村              | 武儀郡 東武芸村                      | 武儀郡 東武芸村      | 武儀郡 東武芸村      | 武儀郡 東武芸村      | 武儀郡 東武芸村                      | 武儀郡 東武芸村                     | 武儀郡 東武芸村                     | 武儀郡 東武芸村                             | 武儀郡 東武芸村              | 武儀郡 東武芸村             | 武儀郡 東武芸村                                       | 昭和31年 9月29日 武儀郡 武芸村 | 昭和40年 4月1日 町制改称 武儀郡 武芸川町 | 武儀郡 武芸川町                    | 関市                 | 関市                 |
| 武儀郡 平村            | 武儀郡 平村              | 武儀郡 東武芸村              | 武儀郡 東武芸村        | 武儀郡 東武芸村                 | 武儀郡 東武芸村         | 武儀郡 東武芸村                        | 武儀郡 東武芸村              | 武儀郡 東武芸村                      | 武儀郡 東武芸村      | 武儀郡 東武芸村      | 武儀郡 東武芸村      | 武儀郡 東武芸村                      | 武儀郡 東武芸村                     | 武儀郡 東武芸村                     | 武儀郡 東武芸村                             | 武儀郡 東武芸村              | 武儀郡 東武芸村             | 武儀郡 東武芸村                                       | 昭和31年 9月29日 武儀郡 武芸村 | 昭和40年 4月1日 町制改称 武儀郡 武芸川町 | 武儀郡 武芸川町                    | 関市                 | 関市                 |
| 武儀郡 宇多院村        | 武儀郡 宇多院村          | 武儀郡 東武芸村              | 武儀郡 東武芸村        | 武儀郡 東武芸村                 | 武儀郡 東武芸村         | 武儀郡 東武芸村                        | 武儀郡 東武芸村              | 武儀郡 東武芸村                      | 武儀郡 東武芸村      | 武儀郡 東武芸村      | 武儀郡 東武芸村      | 武儀郡 東武芸村                      | 武儀郡 東武芸村                     | 武儀郡 東武芸村                     | 武儀郡 東武芸村                             | 武儀郡 東武芸村              | 武儀郡 東武芸村             | 武儀郡 東武芸村                                       | 昭和31年 9月29日 武儀郡 武芸村 | 昭和40年 4月1日 町制改称 武儀郡 武芸川町 | 武儀郡 武芸川町                    | 関市                 | 関市                 |
| 武儀郡 市場村          | 武儀郡 市場村            | 武儀郡 市場村                | 武儀郡 市場村          | 武儀郡 市場村                   | 武儀郡 市場村           | 武儀郡 市場村                          | 武儀郡 市場村                | 明治30年 4月1日 武儀郡 洞戸村        | 武儀郡 洞戸村        | 武儀郡 洞戸村        | 武儀郡 洞戸村        | 武儀郡 洞戸村                        | 武儀郡 洞戸村                       | 武儀郡 洞戸村                       | 武儀郡 洞戸村                               | 武儀郡 洞戸村                | 武儀郡 洞戸村               | 武儀郡 洞戸村                                         | 武儀郡 洞戸村                  | 武儀郡 洞戸村                            | 武儀郡 洞戸村                      | 関市                 | 関市                 |
| 武儀郡 通元寺村        | 武儀郡 通元寺村          | 武儀郡 通元寺村              | 武儀郡 通元寺村        | 武儀郡 通元寺村                 | 武儀郡 通元寺村         | 武儀郡 通元寺村                        | 武儀郡 通元寺村              | 明治30年 4月1日 武儀郡 洞戸村        | 武儀郡 洞戸村        | 武儀郡 洞戸村        | 武儀郡 洞戸村        | 武儀郡 洞戸村                        | 武儀郡 洞戸村                       | 武儀郡 洞戸村                       | 武儀郡 洞戸村                               | 武儀郡 洞戸村                | 武儀郡 洞戸村               | 武儀郡 洞戸村                                         | 武儀郡 洞戸村                  | 武儀郡 洞戸村                            | 武儀郡 洞戸村                      | 関市                 | 関市                 |
| 武儀郡 片村            | 武儀郡 片村              | 武儀郡 片村                  | 武儀郡 片村            | 武儀郡 片村                     | 武儀郡 片村             | 武儀郡 片村                            | 武儀郡 片村                  | 明治30年 4月1日 武儀郡 洞戸村        | 武儀郡 洞戸村        | 武儀郡 洞戸村        | 武儀郡 洞戸村        | 武儀郡 洞戸村                        | 武儀郡 洞戸村                       | 武儀郡 洞戸村                       | 武儀郡 洞戸村                               | 武儀郡 洞戸村                | 武儀郡 洞戸村               | 武儀郡 洞戸村                                         | 武儀郡 洞戸村                  | 武儀郡 洞戸村                            | 武儀郡 洞戸村                      | 関市                 | 関市                 |
| 武儀郡 菅谷村          | 武儀郡 菅谷村            | 武儀郡 菅谷村                | 武儀郡 菅谷村          | 武儀郡 菅谷村                   | 武儀郡 菅谷村           | 武儀郡 菅谷村                          | 武儀郡 菅谷村                | 明治30年 4月1日 武儀郡 洞戸村        | 武儀郡 洞戸村        | 武儀郡 洞戸村        | 武儀郡 洞戸村        | 武儀郡 洞戸村                        | 武儀郡 洞戸村                       | 武儀郡 洞戸村                       | 武儀郡 洞戸村                               | 武儀郡 洞戸村                | 武儀郡 洞戸村               | 武儀郡 洞戸村                                         | 武儀郡 洞戸村                  | 武儀郡 洞戸村                            | 武儀郡 洞戸村                      | 関市                 | 関市                 |
| 武儀郡 小坂村          | 武儀郡 小坂村            | 武儀郡 小坂村                | 武儀郡 小坂村          | 武儀郡 小坂村                   | 明治8年 武儀郡 下洞戸村 | 武儀郡 下洞戸村                        | 武儀郡 下洞戸村              | 明治30年 4月1日 武儀郡 洞戸村        | 武儀郡 洞戸村        | 武儀郡 洞戸村        | 武儀郡 洞戸村        | 武儀郡 洞戸村                        | 武儀郡 洞戸村                       | 武儀郡 洞戸村                       | 武儀郡 洞戸村                               | 武儀郡 洞戸村                | 武儀郡 洞戸村               | 武儀郡 洞戸村                                         | 武儀郡 洞戸村                  | 武儀郡 洞戸村                            | 武儀郡 洞戸村                      | 関市                 | 関市                 |
| 武儀郡 黒谷村          | 武儀郡 黒谷村            | 武儀郡 黒谷村                | 武儀郡 黒谷村          | 武儀郡 黒谷村                   | 明治8年 武儀郡 下洞戸村 | 武儀郡 下洞戸村                        | 武儀郡 下洞戸村              | 明治30年 4月1日 武儀郡 洞戸村        | 武儀郡 洞戸村        | 武儀郡 洞戸村        | 武儀郡 洞戸村        | 武儀郡 洞戸村                        | 武儀郡 洞戸村                       | 武儀郡 洞戸村                       | 武儀郡 洞戸村                               | 武儀郡 洞戸村                | 武儀郡 洞戸村               | 武儀郡 洞戸村                                         | 武儀郡 洞戸村                  | 武儀郡 洞戸村                            | 武儀郡 洞戸村                      | 関市                 | 関市                 |
| 武儀郡 大野村          | 武儀郡 大野村            | 武儀郡 大野村                | 武儀郡 大野村          | 明治7年9月 改称 武儀郡 下大野村 | 明治8年 武儀郡 下洞戸村 | 武儀郡 下洞戸村                        | 武儀郡 下洞戸村              | 明治30年 4月1日 武儀郡 洞戸村        | 武儀郡 洞戸村        | 武儀郡 洞戸村        | 武儀郡 洞戸村        | 武儀郡 洞戸村                        | 武儀郡 洞戸村                       | 武儀郡 洞戸村                       | 武儀郡 洞戸村                               | 武儀郡 洞戸村                | 武儀郡 洞戸村               | 武儀郡 洞戸村                                         | 武儀郡 洞戸村                  | 武儀郡 洞戸村                            | 武儀郡 洞戸村                      | 関市                 | 関市                 |
| 武儀郡 栗原村          | 武儀郡 栗原村            | 武儀郡 栗原村                | 武儀郡 栗原村          | 武儀郡 栗原村                   | 武儀郡 栗原村           | 武儀郡 栗原村                          | 武儀郡 栗原村                | 明治30年 4月1日 武儀郡 洞戸村        | 武儀郡 洞戸村        | 武儀郡 洞戸村        | 武儀郡 洞戸村        | 武儀郡 洞戸村                        | 武儀郡 洞戸村                       | 武儀郡 洞戸村                       | 武儀郡 洞戸村                               | 武儀郡 洞戸村                | 武儀郡 洞戸村               | 武儀郡 洞戸村                                         | 武儀郡 洞戸村                  | 武儀郡 洞戸村                            | 武儀郡 洞戸村                      | 関市                 | 関市                 |
| 武儀郡 飛瀬村          | 武儀郡 飛瀬村            | 武儀郡 飛瀬村                | 武儀郡 飛瀬村          | 武儀郡 飛瀬村                   | 武儀郡 飛瀬村           | 武儀郡 飛瀬村                          | 武儀郡 飛瀬村                | 明治30年 4月1日 武儀郡 洞戸村        | 武儀郡 洞戸村        | 武儀郡 洞戸村        | 武儀郡 洞戸村        | 武儀郡 洞戸村                        | 武儀郡 洞戸村                       | 武儀郡 洞戸村                       | 武儀郡 洞戸村                               | 武儀郡 洞戸村                | 武儀郡 洞戸村               | 武儀郡 洞戸村                                         | 武儀郡 洞戸村                  | 武儀郡 洞戸村                            | 武儀郡 洞戸村                      | 関市                 | 関市                 |
| 武儀郡 尾倉村          | 武儀郡 尾倉村            | 明治7年9月 武儀郡 奥洞戸村   | 武儀郡 奥洞戸村        | 武儀郡 奥洞戸村                 | 武儀郡 奥洞戸村         | 武儀郡 奥洞戸村                        | 武儀郡 奥洞戸村              | 明治30年 4月1日 武儀郡 洞戸村        | 武儀郡 洞戸村        | 武儀郡 洞戸村        | 武儀郡 洞戸村        | 武儀郡 洞戸村                        | 武儀郡 洞戸村                       | 武儀郡 洞戸村                       | 武儀郡 洞戸村                               | 武儀郡 洞戸村                | 武儀郡 洞戸村               | 武儀郡 洞戸村                                         | 武儀郡 洞戸村                  | 武儀郡 洞戸村                            | 武儀郡 洞戸村                      | 関市                 | 関市                 |
| 武儀郡 高賀村          | 武儀郡 高賀村            | 明治7年9月 武儀郡 奥洞戸村   | 武儀郡 奥洞戸村        | 武儀郡 奥洞戸村                 | 武儀郡 奥洞戸村         | 武儀郡 奥洞戸村                        | 武儀郡 奥洞戸村              | 明治30年 4月1日 武儀郡 洞戸村        | 武儀郡 洞戸村        | 武儀郡 洞戸村        | 武儀郡 洞戸村        | 武儀郡 洞戸村                        | 武儀郡 洞戸村                       | 武儀郡 洞戸村                       | 武儀郡 洞戸村                               | 武儀郡 洞戸村                | 武儀郡 洞戸村               | 武儀郡 洞戸村                                         | 武儀郡 洞戸村                  | 武儀郡 洞戸村                            | 武儀郡 洞戸村                      | 関市                 | 関市                 |
| 武儀郡 阿部村          | 武儀郡 阿部村            | 明治7年9月 武儀郡 奥洞戸村   | 武儀郡 奥洞戸村        | 武儀郡 奥洞戸村                 | 武儀郡 奥洞戸村         | 武儀郡 奥洞戸村                        | 武儀郡 奥洞戸村              | 明治30年 4月1日 武儀郡 洞戸村        | 武儀郡 洞戸村        | 武儀郡 洞戸村        | 武儀郡 洞戸村        | 武儀郡 洞戸村                        | 武儀郡 洞戸村                       | 武儀郡 洞戸村                       | 武儀郡 洞戸村                               | 武儀郡 洞戸村                | 武儀郡 洞戸村               | 武儀郡 洞戸村                                         | 武儀郡 洞戸村                  | 武儀郡 洞戸村                            | 武儀郡 洞戸村                      | 関市                 | 関市                 |
| 武儀郡 高見村          | 武儀郡 高見村            | 明治7年9月 武儀郡 奥洞戸村   | 武儀郡 奥洞戸村        | 武儀郡 奥洞戸村                 | 武儀郡 奥洞戸村         | 武儀郡 奥洞戸村                        | 武儀郡 奥洞戸村              | 明治30年 4月1日 武儀郡 洞戸村        | 武儀郡 洞戸村        | 武儀郡 洞戸村        | 武儀郡 洞戸村        | 武儀郡 洞戸村                        | 武儀郡 洞戸村                       | 武儀郡 洞戸村                       | 武儀郡 洞戸村                               | 武儀郡 洞戸村                | 武儀郡 洞戸村               | 武儀郡 洞戸村                                         | 武儀郡 洞戸村                  | 武儀郡 洞戸村                            | 武儀郡 洞戸村                      | 関市                 | 関市                 |
| 武儀郡 小瀬見村        | 武儀郡 小瀬見村          | 明治7年9月 武儀郡 奥洞戸村   | 武儀郡 奥洞戸村        | 武儀郡 奥洞戸村                 | 武儀郡 奥洞戸村         | 武儀郡 奥洞戸村                        | 武儀郡 奥洞戸村              | 明治30年 4月1日 武儀郡 洞戸村        | 武儀郡 洞戸村        | 武儀郡 洞戸村        | 武儀郡 洞戸村        | 武儀郡 洞戸村                        | 武儀郡 洞戸村                       | 武儀郡 洞戸村                       | 武儀郡 洞戸村                               | 武儀郡 洞戸村                | 武儀郡 洞戸村               | 武儀郡 洞戸村                                         | 武儀郡 洞戸村                  | 武儀郡 洞戸村                            | 武儀郡 洞戸村                      | 関市                 | 関市                 |
| 武儀郡 老洞村          | 武儀郡 老洞村            | 明治7年9月 武儀郡 奥洞戸村   | 武儀郡 板取村          | 武儀郡 板取村                   | 武儀郡 板取村           | 武儀郡 板取村                          | 武儀郡 板取村                | 武儀郡 板取村                        | 武儀郡 板取村        | 武儀郡 板取村        | 武儀郡 板取村        | 武儀郡 板取村                        | 武儀郡 板取村                       | 武儀郡 板取村                       | 武儀郡 板取村                               | 武儀郡 板取村                | 武儀郡 板取村               | 武儀郡 板取村                                         | 武儀郡 板取村                  | 武儀郡 板取村                            | 武儀郡 板取村                      | 関市                 | 関市                 |
| 武儀郡 松谷村          | 武儀郡 松谷村            | 明治7年9月 武儀郡 奥洞戸村   | 武儀郡 板取村          | 武儀郡 板取村                   | 武儀郡 板取村           | 武儀郡 板取村                          | 武儀郡 板取村                | 武儀郡 板取村                        | 武儀郡 板取村        | 武儀郡 板取村        | 武儀郡 板取村        | 武儀郡 板取村                        | 武儀郡 板取村                       | 武儀郡 板取村                       | 武儀郡 板取村                               | 武儀郡 板取村                | 武儀郡 板取村               | 武儀郡 板取村                                         | 武儀郡 板取村                  | 武儀郡 板取村                            | 武儀郡 板取村                      | 関市                 | 関市                 |
| 武儀郡 白谷村          | 武儀郡 白谷村            | 明治4年 4月1日 武儀郡 板取村 | 武儀郡 板取村          | 武儀郡 板取村                   | 武儀郡 板取村           | 武儀郡 板取村                          | 武儀郡 板取村                | 武儀郡 板取村                        | 武儀郡 板取村        | 武儀郡 板取村        | 武儀郡 板取村        | 武儀郡 板取村                        | 武儀郡 板取村                       | 武儀郡 板取村                       | 武儀郡 板取村                               | 武儀郡 板取村                | 武儀郡 板取村               | 武儀郡 板取村                                         | 武儀郡 板取村                  | 武儀郡 板取村                            | 武儀郡 板取村                      | 関市                 | 関市                 |
| 武儀郡 加部村          | 武儀郡 加部村            | 明治4年 4月1日 武儀郡 板取村 | 武儀郡 板取村          | 武儀郡 板取村                   | 武儀郡 板取村           | 武儀郡 板取村                          | 武儀郡 板取村                | 武儀郡 板取村                        | 武儀郡 板取村        | 武儀郡 板取村        | 武儀郡 板取村        | 武儀郡 板取村                        | 武儀郡 板取村                       | 武儀郡 板取村                       | 武儀郡 板取村                               | 武儀郡 板取村                | 武儀郡 板取村               | 武儀郡 板取村                                         | 武儀郡 板取村                  | 武儀郡 板取村                            | 武儀郡 板取村                      | 関市                 | 関市                 |
| 武儀郡 門出村          | 武儀郡 門出村            | 明治4年 4月1日 武儀郡 板取村 | 武儀郡 板取村          | 武儀郡 板取村                   | 武儀郡 板取村           | 武儀郡 板取村                          | 武儀郡 板取村                | 武儀郡 板取村                        | 武儀郡 板取村        | 武儀郡 板取村        | 武儀郡 板取村        | 武儀郡 板取村                        | 武儀郡 板取村                       | 武儀郡 板取村                       | 武儀郡 板取村                               | 武儀郡 板取村                | 武儀郡 板取村               | 武儀郡 板取村                                         | 武儀郡 板取村                  | 武儀郡 板取村                            | 武儀郡 板取村                      | 関市                 | 関市                 |
| 武儀郡 岩本村          | 武儀郡 岩本村            | 明治4年 4月1日 武儀郡 板取村 | 武儀郡 板取村          | 武儀郡 板取村                   | 武儀郡 板取村           | 武儀郡 板取村                          | 武儀郡 板取村                | 武儀郡 板取村                        | 武儀郡 板取村        | 武儀郡 板取村        | 武儀郡 板取村        | 武儀郡 板取村                        | 武儀郡 板取村                       | 武儀郡 板取村                       | 武儀郡 板取村                               | 武儀郡 板取村                | 武儀郡 板取村               | 武儀郡 板取村                                         | 武儀郡 板取村                  | 武儀郡 板取村                            | 武儀郡 板取村                      | 関市                 | 関市                 |
| 武儀郡 九蔵村          | 武儀郡 九蔵村            | 明治4年 4月1日 武儀郡 板取村 | 武儀郡 板取村          | 武儀郡 板取村                   | 武儀郡 板取村           | 武儀郡 板取村                          | 武儀郡 板取村                | 武儀郡 板取村                        | 武儀郡 板取村        | 武儀郡 板取村        | 武儀郡 板取村        | 武儀郡 板取村                        | 武儀郡 板取村                       | 武儀郡 板取村                       | 武儀郡 板取村                               | 武儀郡 板取村                | 武儀郡 板取村               | 武儀郡 板取村                                         | 武儀郡 板取村                  | 武儀郡 板取村                            | 武儀郡 板取村                      | 関市                 | 関市                 |
| 武儀郡 松場村          | 武儀郡 松場村            | 明治4年 4月1日 武儀郡 板取村 | 武儀郡 板取村          | 武儀郡 板取村                   | 武儀郡 板取村           | 武儀郡 板取村                          | 武儀郡 板取村                | 武儀郡 板取村                        | 武儀郡 板取村        | 武儀郡 板取村        | 武儀郡 板取村        | 武儀郡 板取村                        | 武儀郡 板取村                       | 武儀郡 板取村                       | 武儀郡 板取村                               | 武儀郡 板取村                | 武儀郡 板取村               | 武儀郡 板取村                                         | 武儀郡 板取村                  | 武儀郡 板取村                            | 武儀郡 板取村                      | 関市                 | 関市                 |
| 武儀郡 中切村          | 武儀郡 中切村            | 明治4年 4月1日 武儀郡 板取村 | 武儀郡 板取村          | 武儀郡 板取村                   | 武儀郡 板取村           | 武儀郡 板取村                          | 武儀郡 板取村                | 武儀郡 板取村                        | 武儀郡 板取村        | 武儀郡 板取村        | 武儀郡 板取村        | 武儀郡 板取村                        | 武儀郡 板取村                       | 武儀郡 板取村                       | 武儀郡 板取村                               | 武儀郡 板取村                | 武儀郡 板取村               | 武儀郡 板取村                                         | 武儀郡 板取村                  | 武儀郡 板取村                            | 武儀郡 板取村                      | 関市                 | 関市                 |
| 武儀郡 野口村          | 武儀郡 野口村            | 明治4年 4月1日 武儀郡 板取村 | 武儀郡 板取村          | 武儀郡 板取村                   | 武儀郡 板取村           | 武儀郡 板取村                          | 武儀郡 板取村                | 武儀郡 板取村                        | 武儀郡 板取村        | 武儀郡 板取村        | 武儀郡 板取村        | 武儀郡 板取村                        | 武儀郡 板取村                       | 武儀郡 板取村                       | 武儀郡 板取村                               | 武儀郡 板取村                | 武儀郡 板取村               | 武儀郡 板取村                                         | 武儀郡 板取村                  | 武儀郡 板取村                            | 武儀郡 板取村                      | 関市                 | 関市                 |
| 武儀郡 田口村          | 武儀郡 田口村            | 明治4年 4月1日 武儀郡 板取村 | 武儀郡 板取村          | 武儀郡 板取村                   | 武儀郡 板取村           | 武儀郡 板取村                          | 武儀郡 板取村                | 武儀郡 板取村                        | 武儀郡 板取村        | 武儀郡 板取村        | 武儀郡 板取村        | 武儀郡 板取村                        | 武儀郡 板取村                       | 武儀郡 板取村                       | 武儀郡 板取村                               | 武儀郡 板取村                | 武儀郡 板取村               | 武儀郡 板取村                                         | 武儀郡 板取村                  | 武儀郡 板取村                            | 武儀郡 板取村                      | 関市                 | 関市                 |
| 武儀郡 保木口村        | 武儀郡 保木口村          | 明治4年 4月1日 武儀郡 板取村 | 武儀郡 板取村          | 武儀郡 板取村                   | 武儀郡 板取村           | 武儀郡 板取村                          | 武儀郡 板取村                | 武儀郡 板取村                        | 武儀郡 板取村        | 武儀郡 板取村        | 武儀郡 板取村        | 武儀郡 板取村                        | 武儀郡 板取村                       | 武儀郡 板取村                       | 武儀郡 板取村                               | 武儀郡 板取村                | 武儀郡 板取村               | 武儀郡 板取村                                         | 武儀郡 板取村                  | 武儀郡 板取村                            | 武儀郡 板取村                      | 関市                 | 関市                 |
| 武儀郡 杉原村          | 武儀郡 杉原村            | 明治4年 4月1日 武儀郡 板取村 | 武儀郡 板取村          | 武儀郡 板取村                   | 武儀郡 板取村           | 武儀郡 板取村                          | 武儀郡 板取村                | 武儀郡 板取村                        | 武儀郡 板取村        | 武儀郡 板取村        | 武儀郡 板取村        | 武儀郡 板取村                        | 武儀郡 板取村                       | 武儀郡 板取村                       | 武儀郡 板取村                               | 武儀郡 板取村                | 武儀郡 板取村               | 武儀郡 板取村                                         | 武儀郡 板取村                  | 武儀郡 板取村                            | 武儀郡 板取村                      | 関市                 | 関市                 |
| 武儀郡 島口村          | 武儀郡 島口村            | 明治4年 4月1日 武儀郡 板取村 | 武儀郡 板取村          | 武儀郡 板取村                   | 武儀郡 板取村           | 武儀郡 板取村                          | 武儀郡 板取村                | 武儀郡 板取村                        | 武儀郡 板取村        | 武儀郡 板取村        | 武儀郡 板取村        | 武儀郡 板取村                        | 武儀郡 板取村                       | 武儀郡 板取村                       | 武儀郡 板取村                               | 武儀郡 板取村                | 武儀郡 板取村               | 武儀郡 板取村                                         | 武儀郡 板取村                  | 武儀郡 板取村                            | 武儀郡 板取村                      | 関市                 | 関市                 |
| 武儀郡 門原村          | 武儀郡 門原村            | 明治4年 4月1日 武儀郡 板取村 | 武儀郡 板取村          | 武儀郡 板取村                   | 武儀郡 板取村           | 武儀郡 板取村                          | 武儀郡 板取村                | 武儀郡 板取村                        | 武儀郡 板取村        | 武儀郡 板取村        | 武儀郡 板取村        | 武儀郡 板取村                        | 武儀郡 板取村                       | 武儀郡 板取村                       | 武儀郡 板取村                               | 武儀郡 板取村                | 武儀郡 板取村               | 武儀郡 板取村                                         | 武儀郡 板取村                  | 武儀郡 板取村                            | 武儀郡 板取村                      | 関市                 | 関市                 |
| 武儀郡 殿村            | 明治初年 武儀郡 下之保村 | 武儀郡 下之保村              | 武儀郡 下之保村        | 武儀郡 下之保村                 | 武儀郡 下之保村         | 武儀郡 下之保村                        | 武儀郡 下之保村              | 武儀郡 下之保村                      | 武儀郡 下之保村      | 武儀郡 下之保村      | 武儀郡 下之保村      | 武儀郡 下之保村                      | 武儀郡 下之保村                     | 武儀郡 下之保村                     | 昭和30年 4月1日 武儀郡 武儀村               | 武儀郡 武儀村                | 武儀郡 武儀村               | 武儀郡 武儀村                                         | 武儀郡 武儀村                  | 武儀郡 武儀村                            | 昭和46年 4月1日 町制 武儀郡 武儀町 | 関市                 | 関市                 |
| 武儀郡 西洞村          | 明治初年 武儀郡 下之保村 | 武儀郡 下之保村              | 武儀郡 下之保村        | 武儀郡 下之保村                 | 武儀郡 下之保村         | 武儀郡 下之保村                        | 武儀郡 下之保村              | 武儀郡 下之保村                      | 武儀郡 下之保村      | 武儀郡 下之保村      | 武儀郡 下之保村      | 武儀郡 下之保村                      | 武儀郡 下之保村                     | 武儀郡 下之保村                     | 昭和30年 4月1日 武儀郡 武儀村               | 武儀郡 武儀村                | 武儀郡 武儀村               | 武儀郡 武儀村                                         | 武儀郡 武儀村                  | 武儀郡 武儀村                            | 昭和46年 4月1日 町制 武儀郡 武儀町 | 関市                 | 関市                 |
| 武儀郡 多羅木村        | 明治初年 武儀郡 下之保村 | 武儀郡 下之保村              | 武儀郡 下之保村        | 武儀郡 下之保村                 | 武儀郡 下之保村         | 武儀郡 下之保村                        | 武儀郡 下之保村              | 武儀郡 下之保村                      | 武儀郡 下之保村      | 武儀郡 下之保村      | 武儀郡 下之保村      | 武儀郡 下之保村                      | 武儀郡 下之保村                     | 武儀郡 下之保村                     | 昭和30年 4月1日 武儀郡 武儀村               | 武儀郡 武儀村                | 武儀郡 武儀村               | 武儀郡 武儀村                                         | 武儀郡 武儀村                  | 武儀郡 武儀村                            | 昭和46年 4月1日 町制 武儀郡 武儀町 | 関市                 | 関市                 |
| 武儀郡 上野村          | 明治初年 武儀郡 下之保村 | 武儀郡 下之保村              | 武儀郡 下之保村        | 武儀郡 下之保村                 | 武儀郡 下之保村         | 武儀郡 下之保村                        | 武儀郡 下之保村              | 武儀郡 下之保村                      | 武儀郡 下之保村      | 武儀郡 下之保村      | 武儀郡 下之保村      | 武儀郡 下之保村                      | 武儀郡 下之保村                     | 武儀郡 下之保村                     | 昭和30年 4月1日 武儀郡 武儀村               | 武儀郡 武儀村                | 武儀郡 武儀村               | 武儀郡 武儀村                                         | 武儀郡 武儀村                  | 武儀郡 武儀村                            | 昭和46年 4月1日 町制 武儀郡 武儀町 | 関市                 | 関市                 |
| 武儀郡 町村            | 明治初年 武儀郡 下之保村 | 武儀郡 下之保村              | 武儀郡 下之保村        | 武儀郡 下之保村                 | 武儀郡 下之保村         | 武儀郡 下之保村                        | 武儀郡 下之保村              | 武儀郡 下之保村                      | 武儀郡 下之保村      | 武儀郡 下之保村      | 武儀郡 下之保村      | 武儀郡 下之保村                      | 武儀郡 下之保村                     | 武儀郡 下之保村                     | 昭和30年 4月1日 武儀郡 武儀村               | 武儀郡 武儀村                | 武儀郡 武儀村               | 武儀郡 武儀村                                         | 武儀郡 武儀村                  | 武儀郡 武儀村                            | 昭和46年 4月1日 町制 武儀郡 武儀町 | 関市                 | 関市                 |
| 武儀郡 轡野村          | 明治初年 武儀郡 下之保村 | 武儀郡 下之保村              | 武儀郡 下之保村        | 武儀郡 下之保村                 | 武儀郡 下之保村         | 武儀郡 下之保村                        | 武儀郡 下之保村              | 武儀郡 下之保村                      | 武儀郡 下之保村      | 武儀郡 下之保村      | 武儀郡 下之保村      | 武儀郡 下之保村                      | 武儀郡 下之保村                     | 武儀郡 下之保村                     | 昭和30年 4月1日 武儀郡 武儀村               | 武儀郡 武儀村                | 武儀郡 武儀村               | 武儀郡 武儀村                                         | 武儀郡 武儀村                  | 武儀郡 武儀村                            | 昭和46年 4月1日 町制 武儀郡 武儀町 | 関市                 | 関市                 |
| 武儀郡 大門村          | 明治初年 武儀郡 下之保村 | 武儀郡 下之保村              | 武儀郡 下之保村        | 武儀郡 下之保村                 | 武儀郡 下之保村         | 武儀郡 下之保村                        | 武儀郡 下之保村              | 武儀郡 下之保村                      | 武儀郡 下之保村      | 武儀郡 下之保村      | 武儀郡 下之保村      | 武儀郡 下之保村                      | 武儀郡 下之保村                     | 武儀郡 下之保村                     | 昭和30年 4月1日 武儀郡 武儀村               | 武儀郡 武儀村                | 武儀郡 武儀村               | 武儀郡 武儀村                                         | 武儀郡 武儀村                  | 武儀郡 武儀村                            | 昭和46年 4月1日 町制 武儀郡 武儀町 | 関市                 | 関市                 |
| 武儀郡 簗瀬村          | 明治初年 武儀郡 中之保村 | 武儀郡 中之保村              | 武儀郡 中之保村        | 武儀郡 中之保村                 | 武儀郡 中之保村         | 武儀郡 中之保村                        | 武儀郡 中之保村              | 武儀郡 中之保村                      | 武儀郡 中之保村      | 武儀郡 中之保村      | 武儀郡 中之保村      | 武儀郡 中之保村                      | 武儀郡 中之保村                     | 武儀郡 中之保村                     | 昭和30年 4月1日 武儀郡 武儀村               | 武儀郡 武儀村                | 武儀郡 武儀村               | 武儀郡 武儀村                                         | 武儀郡 武儀村                  | 武儀郡 武儀村                            | 昭和46年 4月1日 町制 武儀郡 武儀町 | 関市                 | 関市                 |
| 武儀郡 若栗村          | 明治初年 武儀郡 中之保村 | 武儀郡 中之保村              | 武儀郡 中之保村        | 武儀郡 中之保村                 | 武儀郡 中之保村         | 武儀郡 中之保村                        | 武儀郡 中之保村              | 武儀郡 中之保村                      | 武儀郡 中之保村      | 武儀郡 中之保村      | 武儀郡 中之保村      | 武儀郡 中之保村                      | 武儀郡 中之保村                     | 武儀郡 中之保村                     | 昭和30年 4月1日 武儀郡 武儀村               | 武儀郡 武儀村                | 武儀郡 武儀村               | 武儀郡 武儀村                                         | 武儀郡 武儀村                  | 武儀郡 武儀村                            | 昭和46年 4月1日 町制 武儀郡 武儀町 | 関市                 | 関市                 |
| 武儀郡 間吹村          | 明治初年 武儀郡 中之保村 | 武儀郡 中之保村              | 武儀郡 中之保村        | 武儀郡 中之保村                 | 武儀郡 中之保村         | 武儀郡 中之保村                        | 武儀郡 中之保村              | 武儀郡 中之保村                      | 武儀郡 中之保村      | 武儀郡 中之保村      | 武儀郡 中之保村      | 武儀郡 中之保村                      | 武儀郡 中之保村                     | 武儀郡 中之保村                     | 昭和30年 4月1日 武儀郡 武儀村               | 武儀郡 武儀村                | 武儀郡 武儀村               | 武儀郡 武儀村                                         | 武儀郡 武儀村                  | 武儀郡 武儀村                            | 昭和46年 4月1日 町制 武儀郡 武儀町 | 関市                 | 関市                 |
| 武儀郡 多々羅村        | 明治初年 武儀郡 中之保村 | 武儀郡 中之保村              | 武儀郡 中之保村        | 武儀郡 中之保村                 | 武儀郡 中之保村         | 武儀郡 中之保村                        | 武儀郡 中之保村              | 武儀郡 中之保村                      | 武儀郡 中之保村      | 武儀郡 中之保村      | 武儀郡 中之保村      | 武儀郡 中之保村                      | 武儀郡 中之保村                     | 武儀郡 中之保村                     | 昭和30年 4月1日 武儀郡 武儀村               | 武儀郡 武儀村                | 武儀郡 武儀村               | 武儀郡 武儀村                                         | 武儀郡 武儀村                  | 武儀郡 武儀村                            | 昭和46年 4月1日 町制 武儀郡 武儀町 | 関市                 | 関市                 |
| 武儀郡 拭井村          | 明治初年 武儀郡 中之保村 | 武儀郡 中之保村              | 武儀郡 中之保村        | 武儀郡 中之保村                 | 武儀郡 中之保村         | 武儀郡 中之保村                        | 武儀郡 中之保村              | 武儀郡 中之保村                      | 武儀郡 中之保村      | 武儀郡 中之保村      | 武儀郡 中之保村      | 武儀郡 中之保村                      | 武儀郡 中之保村                     | 武儀郡 中之保村                     | 昭和30年 4月1日 武儀郡 武儀村               | 武儀郡 武儀村                | 武儀郡 武儀村               | 武儀郡 武儀村                                         | 武儀郡 武儀村                  | 武儀郡 武儀村                            | 昭和46年 4月1日 町制 武儀郡 武儀町 | 関市                 | 関市                 |
| 武儀郡 比根村          | 明治初年 武儀郡 中之保村 | 武儀郡 中之保村              | 武儀郡 中之保村        | 武儀郡 中之保村                 | 武儀郡 中之保村         | 武儀郡 中之保村                        | 武儀郡 中之保村              | 武儀郡 中之保村                      | 武儀郡 中之保村      | 武儀郡 中之保村      | 武儀郡 中之保村      | 武儀郡 中之保村                      | 武儀郡 中之保村                     | 武儀郡 中之保村                     | 昭和30年 4月1日 武儀郡 武儀村               | 武儀郡 武儀村                | 武儀郡 武儀村               | 武儀郡 武儀村                                         | 武儀郡 武儀村                  | 武儀郡 武儀村                            | 昭和46年 4月1日 町制 武儀郡 武儀町 | 関市                 | 関市                 |
| 武儀郡 水成山村        | 武儀郡 水成山村          | 武儀郡 水成山村              | 武儀郡 水成山村        | 明治7年9月 武儀郡 富之保村      | 武儀郡 富之保村         | 武儀郡 富之保村                        | 武儀郡 富之保村              | 武儀郡 富之保村                      | 武儀郡 富之保村      | 武儀郡 富之保村      | 武儀郡 富之保村      | 武儀郡 富之保村                      | 武儀郡 富之保村                     | 武儀郡 富之保村                     | 昭和30年 4月1日 武儀郡 武儀村               | 武儀郡 武儀村                | 武儀郡 武儀村               | 武儀郡 武儀村                                         | 武儀郡 武儀村                  | 武儀郡 武儀村                            | 昭和46年 4月1日 町制 武儀郡 武儀町 | 関市                 | 関市                 |
| 武儀郡 武儀倉村        | 明治初年 武儀郡 下組     | 武儀郡 下組                  | 武儀郡 下組            | 明治7年9月 武儀郡 富之保村      | 武儀郡 富之保村         | 武儀郡 富之保村                        | 武儀郡 富之保村              | 武儀郡 富之保村                      | 武儀郡 富之保村      | 武儀郡 富之保村      | 武儀郡 富之保村      | 武儀郡 富之保村                      | 武儀郡 富之保村                     | 武儀郡 富之保村                     | 昭和30年 4月1日 武儀郡 武儀村               | 武儀郡 武儀村                | 武儀郡 武儀村               | 武儀郡 武儀村                                         | 武儀郡 武儀村                  | 武儀郡 武儀村                            | 昭和46年 4月1日 町制 武儀郡 武儀町 | 関市                 | 関市                 |
| 武儀郡 鴈曽礼村        | 明治初年 武儀郡 下組     | 武儀郡 下組                  | 武儀郡 下組            | 明治7年9月 武儀郡 富之保村      | 武儀郡 富之保村         | 武儀郡 富之保村                        | 武儀郡 富之保村              | 武儀郡 富之保村                      | 武儀郡 富之保村      | 武儀郡 富之保村      | 武儀郡 富之保村      | 武儀郡 富之保村                      | 武儀郡 富之保村                     | 武儀郡 富之保村                     | 昭和30年 4月1日 武儀郡 武儀村               | 武儀郡 武儀村                | 武儀郡 武儀村               | 武儀郡 武儀村                                         | 武儀郡 武儀村                  | 武儀郡 武儀村                            | 昭和46年 4月1日 町制 武儀郡 武儀町 | 関市                 | 関市                 |
| 武儀郡 粟野村          | 明治初年 武儀郡 下組     | 武儀郡 下組                  | 武儀郡 下組            | 明治7年9月 武儀郡 富之保村      | 武儀郡 富之保村         | 武儀郡 富之保村                        | 武儀郡 富之保村              | 武儀郡 富之保村                      | 武儀郡 富之保村      | 武儀郡 富之保村      | 武儀郡 富之保村      | 武儀郡 富之保村                      | 武儀郡 富之保村                     | 武儀郡 富之保村                     | 昭和30年 4月1日 武儀郡 武儀村               | 武儀郡 武儀村                | 武儀郡 武儀村               | 武儀郡 武儀村                                         | 武儀郡 武儀村                  | 武儀郡 武儀村                            | 昭和46年 4月1日 町制 武儀郡 武儀町 | 関市                 | 関市                 |
| 武儀郡 祖父川村        | 明治初年 武儀郡 下組     | 武儀郡 下組                  | 武儀郡 下組            | 明治7年9月 武儀郡 富之保村      | 武儀郡 富之保村         | 武儀郡 富之保村                        | 武儀郡 富之保村              | 武儀郡 富之保村                      | 武儀郡 富之保村      | 武儀郡 富之保村      | 武儀郡 富之保村      | 武儀郡 富之保村                      | 武儀郡 富之保村                     | 武儀郡 富之保村                     | 昭和30年 4月1日 武儀郡 武儀村               | 武儀郡 武儀村                | 武儀郡 武儀村               | 武儀郡 武儀村                                         | 武儀郡 武儀村                  | 武儀郡 武儀村                            | 昭和46年 4月1日 町制 武儀郡 武儀町 | 関市                 | 関市                 |
| 武儀郡 町村            | 明治初年 武儀郡 下組     | 武儀郡 下組                  | 武儀郡 下組            | 明治7年9月 武儀郡 富之保村      | 武儀郡 富之保村         | 武儀郡 富之保村                        | 武儀郡 富之保村              | 武儀郡 富之保村                      | 武儀郡 富之保村      | 武儀郡 富之保村      | 武儀郡 富之保村      | 武儀郡 富之保村                      | 武儀郡 富之保村                     | 武儀郡 富之保村                     | 昭和30年 4月1日 武儀郡 武儀村               | 武儀郡 武儀村                | 武儀郡 武儀村               | 武儀郡 武儀村                                         | 武儀郡 武儀村                  | 武儀郡 武儀村                            | 昭和46年 4月1日 町制 武儀郡 武儀町 | 関市                 | 関市                 |
| 武儀郡 大洞村          | 明治初年 武儀郡 下組     | 武儀郡 下組                  | 武儀郡 下組            | 明治7年9月 武儀郡 富之保村      | 武儀郡 富之保村         | 武儀郡 富之保村                        | 武儀郡 富之保村              | 武儀郡 富之保村                      | 武儀郡 富之保村      | 武儀郡 富之保村      | 武儀郡 富之保村      | 武儀郡 富之保村                      | 武儀郡 富之保村                     | 武儀郡 富之保村                     | 昭和30年 4月1日 武儀郡 武儀村               | 武儀郡 武儀村                | 武儀郡 武儀村               | 武儀郡 武儀村                                         | 武儀郡 武儀村                  | 武儀郡 武儀村                            | 昭和46年 4月1日 町制 武儀郡 武儀町 | 関市                 | 関市                 |
| 武儀郡 岩山崎村        | 明治初年 武儀郡 下組     | 武儀郡 下組                  | 武儀郡 下組            | 明治7年9月 武儀郡 富之保村      | 武儀郡 富之保村         | 武儀郡 富之保村                        | 武儀郡 富之保村              | 武儀郡 富之保村                      | 武儀郡 富之保村      | 武儀郡 富之保村      | 武儀郡 富之保村      | 武儀郡 富之保村                      | 武儀郡 富之保村                     | 武儀郡 富之保村                     | 昭和30年 4月1日 武儀郡 武儀村               | 武儀郡 武儀村                | 武儀郡 武儀村               | 武儀郡 武儀村                                         | 武儀郡 武儀村                  | 武儀郡 武儀村                            | 昭和46年 4月1日 町制 武儀郡 武儀町 | 関市                 | 関市                 |
| 武儀郡 明ヶ島村        | 武儀郡 上組              | 武儀郡 上之保村              | 武儀郡 上之保村        | 武儀郡 上之保村                 | 武儀郡 上之保村         | 武儀郡 上之保村                        | 武儀郡 上之保村              | 武儀郡 上之保村                      | 武儀郡 上之保村      | 武儀郡 上之保村      | 武儀郡 上之保村      | 武儀郡 上之保村                      | 武儀郡 上之保村                     | 武儀郡 上之保村                     | 武儀郡 上之保村                             | 武儀郡 上之保村              | 武儀郡 上之保村             | 武儀郡 上之保村                                       | 武儀郡 上之保村                | 武儀郡 上之保村                          | 武儀郡 上之保村                    | 関市                 | 関市                 |
| 武儀郡 行合村          | 武儀郡 上組              | 武儀郡 上之保村              | 武儀郡 上之保村        | 武儀郡 上之保村                 | 武儀郡 上之保村         | 武儀郡 上之保村                        | 武儀郡 上之保村              | 武儀郡 上之保村                      | 武儀郡 上之保村      | 武儀郡 上之保村      | 武儀郡 上之保村      | 武儀郡 上之保村                      | 武儀郡 上之保村                     | 武儀郡 上之保村                     | 武儀郡 上之保村                             | 武儀郡 上之保村              | 武儀郡 上之保村             | 武儀郡 上之保村                                       | 武儀郡 上之保村                | 武儀郡 上之保村                          | 武儀郡 上之保村                    | 関市                 | 関市                 |
| 武儀郡 川合村          | 武儀郡 上組              | 武儀郡 上之保村              | 武儀郡 上之保村        | 武儀郡 上之保村                 | 武儀郡 上之保村         | 武儀郡 上之保村                        | 武儀郡 上之保村              | 武儀郡 上之保村                      | 武儀郡 上之保村      | 武儀郡 上之保村      | 武儀郡 上之保村      | 武儀郡 上之保村                      | 武儀郡 上之保村                     | 武儀郡 上之保村                     | 武儀郡 上之保村                             | 武儀郡 上之保村              | 武儀郡 上之保村             | 武儀郡 上之保村                                       | 武儀郡 上之保村                | 武儀郡 上之保村                          | 武儀郡 上之保村                    | 関市                 | 関市                 |
| 武儀郡 船山村          | 武儀郡 上組              | 武儀郡 上之保村              | 武儀郡 上之保村        | 武儀郡 上之保村                 | 武儀郡 上之保村         | 武儀郡 上之保村                        | 武儀郡 上之保村              | 武儀郡 上之保村                      | 武儀郡 上之保村      | 武儀郡 上之保村      | 武儀郡 上之保村      | 武儀郡 上之保村                      | 武儀郡 上之保村                     | 武儀郡 上之保村                     | 武儀郡 上之保村                             | 武儀郡 上之保村              | 武儀郡 上之保村             | 武儀郡 上之保村                                       | 武儀郡 上之保村                | 武儀郡 上之保村                          | 武儀郡 上之保村                    | 関市                 | 関市                 |
| 武儀郡 宮脇村          | 武儀郡 上組              | 武儀郡 上之保村              | 武儀郡 上之保村        | 武儀郡 上之保村                 | 武儀郡 上之保村         | 武儀郡 上之保村                        | 武儀郡 上之保村              | 武儀郡 上之保村                      | 武儀郡 上之保村      | 武儀郡 上之保村      | 武儀郡 上之保村      | 武儀郡 上之保村                      | 武儀郡 上之保村                     | 武儀郡 上之保村                     | 武儀郡 上之保村                             | 武儀郡 上之保村              | 武儀郡 上之保村             | 武儀郡 上之保村                                       | 武儀郡 上之保村                | 武儀郡 上之保村                          | 武儀郡 上之保村                    | 関市                 | 関市                 |
| 武儀郡 鳥屋市村        | 武儀郡 上組              | 武儀郡 上之保村              | 武儀郡 上之保村        | 武儀郡 上之保村                 | 武儀郡 上之保村         | 武儀郡 上之保村                        | 武儀郡 上之保村              | 武儀郡 上之保村                      | 武儀郡 上之保村      | 武儀郡 上之保村      | 武儀郡 上之保村      | 武儀郡 上之保村                      | 武儀郡 上之保村                     | 武儀郡 上之保村                     | 武儀郡 上之保村                             | 武儀郡 上之保村              | 武儀郡 上之保村             | 武儀郡 上之保村                                       | 武儀郡 上之保村                | 武儀郡 上之保村                          | 武儀郡 上之保村                    | 関市                 | 関市                 |

## 行政

### 歴代市長
| 代   | 氏名     | 就任年月日    | 退任年月日    |
| ---- | -------- | ------------- | ------------- |
| 初代 | 亀山一二 | 1950年        | 1966年        |
| 2代  | 福岡博由 | 1966年        | 1982年        |
| 3代  | 堀部四郎 | 1982年        | 1991年        |
| 4代  | 後藤昭夫 | 1991年9月22日 | 2007年9月21日 |
| 5代  | 尾藤義昭 | 2007年9月22日 | 2011年9月21日 |
| 6代  | 尾関健治 | 2011年9月22日 | 2023年9月21日 |
| 7代  | 山下清司 | 2023年9月22日 | 現職          |

### 市役所庁舎
- 市役所本庁

### 支所
- 西部支所
- 洞戸事務所
- 板取事務所
- 武芸川事務所
- 武儀事務所
- 上之保事務所

### 姉妹都市・友好都市・提携都市
国内
- 一宮市（愛知県、2011年（平成23年）災害時相互応援協定締結）
- 氷見市（富山県、1999年（平成11年）姉妹都市宣言）

国外
- 黄石市（中華人民共和国、1997年（平成9年）友好都市宣言）
- モジ・ダス・クルーゼス市（ブラジル連邦共和国、1969年（昭和44年）姉妹都市宣言）

## 議会
関市議会
- 定数：23名
- 選挙区：全市域・単一
- 任期：2023年（令和5年）5月1日 － 2027年（令和9年）4月30日
- 議長：幅　永典
- 副議長：浅野典之

| 会派名               | 議席数 | 議員名（◎は代表者）                                                                                             |
| -------------------- | ------ | --- |
| 新政クラブ           | 11     | ◎長尾一郎、浅野典之、村井芙美加、岩出和也、北村隆幸、長瀬敦久、池村真一郎、林裕之、武藤記子、三輪正善、渡辺英人 |
| 清流クラブ           | 2      | ◎田中巧、安達克也                                                                                               |
| 若草クラブ           | 2      | ◎土屋雅義、栗山守                                                                                               |
| 公明党関市議員団     | 3      | ◎市川隆也、幅永典、足立将裕                                                                                     |
| 日本共産党関市議員団 | 2      | ◎猿渡直樹、小森敬直                                                                                             |
| 無会派               | 2      | ◎石原教雅、川合治義                                                                                             |
| 計                   | 22     | |

### 衆議院
- 選挙区：岐阜3区 （関市、美濃市、羽島市、各務原市、山県市、瑞穂市、本巣市、羽島郡、本巣郡）
- 任期：2024年10月27日 - 2028年10月26日
- 投票日：2024年10月27日
- 当日有権者数：406,711人
- 投票率：53.17％

| 当落 | 候補者名 | 年齢 | 所属党派     | 新旧別 | 得票数   | 重複 |
| ---- | -------- | ---- | ------------ | ------ | -------- | ---- |
| 当   | 武藤容治 | 69   | 自由民主党   | 前     | 98,370票 | ○    |
| 比当 | 仙田晃宏 | 42   | 国民民主党   | 新     | 64,039票 | ○    |
| 比当 | 阪口直人 | 61   | れいわ新選組 | 元     | 48,002票 | ○    |

### 市政における不祥事
2020年6月 - 6月29日、関市役所の上之保事務所に爆発物を仕掛けた旨の郵便物（A4判1枚、手書き）を送付したとして、岐阜県警捜査一課と関警察署が太田博勝市議（自民系会派「清流クラブ」）を威力業務妨害容疑で逮捕。また、関市役所の本庁舎にも同様の郵便物を送付したとして県警は太田を追送検。7月13日、太田は議員辞職した。太田は2013年5月から2年連続で議長を務めていた。

## 人口
| |                                      |  |
| 関市と全国の年齢別人口分布（2005年） | 関市の年齢・男女別人口分布（2005年） |  |
| ■紫色 ― 関市 ■緑色 ― 日本全国 | ■青色 ― 男性 ■赤色 ― 女性            |  |
| 関市（に相当する地域）の人口の推移 \| 1970年（昭和45年） \| 69,201人 \| \| \| 1975年（昭和50年） \| 73,624人 \| \| \| 1980年（昭和55年） \| 78,529人 \| \| \| 1985年（昭和60年） \| 83,363人 \| \| \| 1990年（平成2年） \| 87,117人 \| \| \| 1995年（平成7年） \| 90,147人 \| \| \| 2000年（平成12年） \| 92,061人 \| \| \| 2005年（平成17年） \| 92,597人 \| \| \| 2010年（平成22年） \| 91,418人 \| \| \| 2015年（平成27年） \| 89,153人 \| \| \| 2020年（令和2年） \| 85,283人 \| \| |                                      |  |
| 総務省統計局 国勢調査より |                                      |  |
| 1970年（昭和45年） | 69,201人                             |  |
| 1975年（昭和50年） | 73,624人                             |  |
| 1980年（昭和55年） | 78,529人                             |  |
| 1985年（昭和60年） | 83,363人                             |  |
| 1990年（平成2年） | 87,117人                             |  |
| 1995年（平成7年） | 90,147人                             |  |
| 2000年（平成12年） | 92,061人                             |  |
| 2005年（平成17年） | 92,597人                             |  |
| 2010年（平成22年） | 91,418人                             |  |
| 2015年（平成27年） | 89,153人                             |  |
| 2020年（令和2年） | 85,283人                             |  |

## 教育

### 大学
- 中部学院大学
- 中部学院大学 短期大学部
- 岐阜医療科学大学

### 専門学校
- 中日本航空専門学校

### 高等学校
- 関市立関商工高等学校
- 岐阜県立関高等学校
- 岐阜県立関有知高等学校

### 中学校
| - 関市立旭ヶ丘中学校 - 関市立小金田中学校 - 関市立桜ケ丘中学校 - 関市立下有知中学校 - 関市立富野中学校 - 関市立緑ヶ丘中学校 - 関市立板取川中学校 - 関市立武芸川中学校 - 関市立津保川中学校 |

### 小学校
| - 関市立安桜小学校 - 関市立旭ヶ丘小学校 - 関市立金竜小学校 - 関市立倉知小学校 - 関市立桜ヶ丘小学校 | - 関市立下有知小学校 - 関市立瀬尻小学校 - 関市立田原小学校 - 関市立富岡小学校 - 関市立富野小学校 | - 関市立南ヶ丘小学校 - 関市立洞戸小学校 - 関市立板取小学校(へき地2級に指定) - 関市立博愛小学校 - 関市立武芸小学校 | - 関市立武儀小学校 - 関市立上之保小学校 |

### フリースクール
- ライオン学園　賢者の学校

## 経済
刃物の生産が盛んである。

### 市内に拠点を置く主な企業

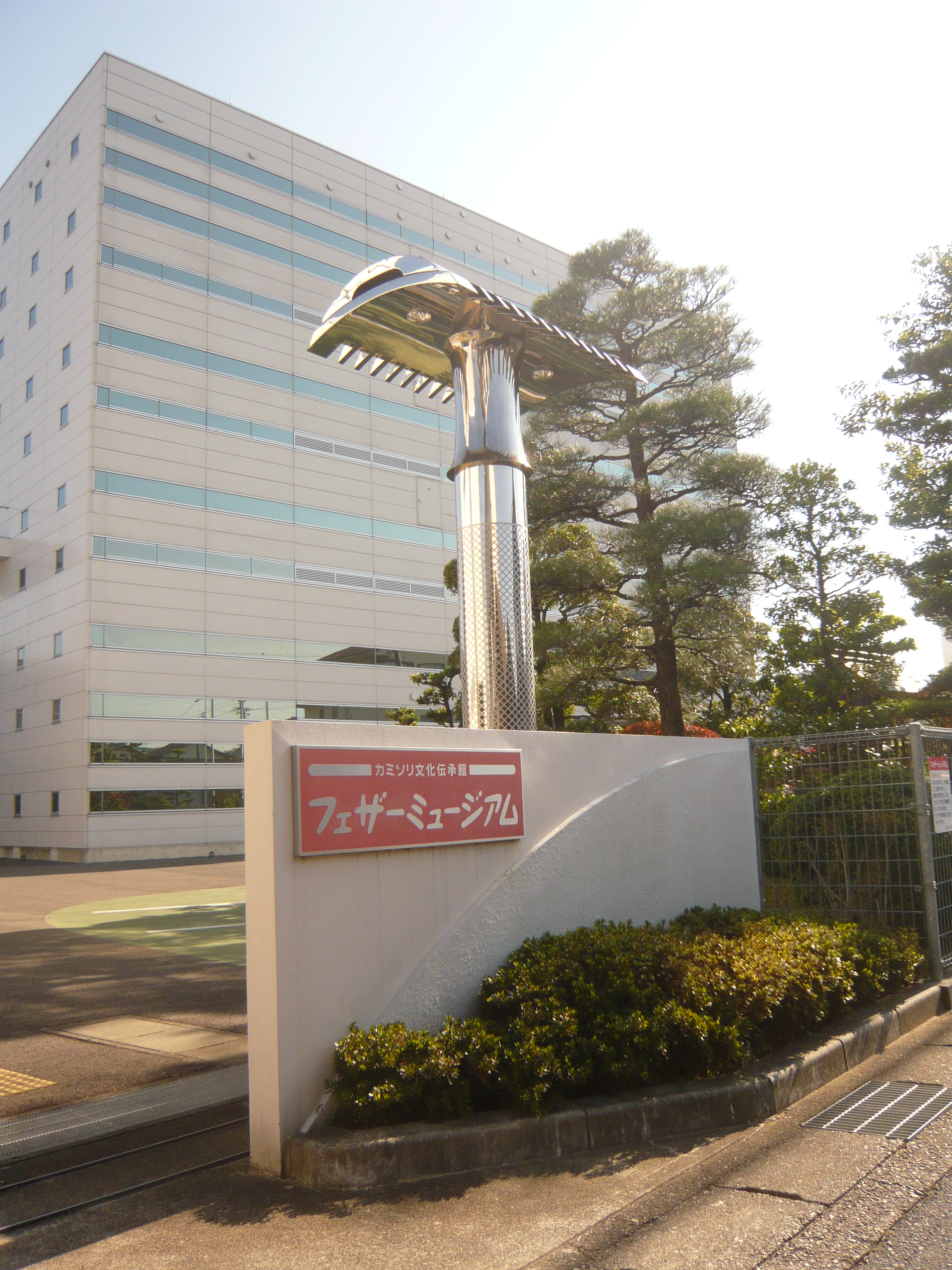
フェザー安全剃刀 日ノ出工場

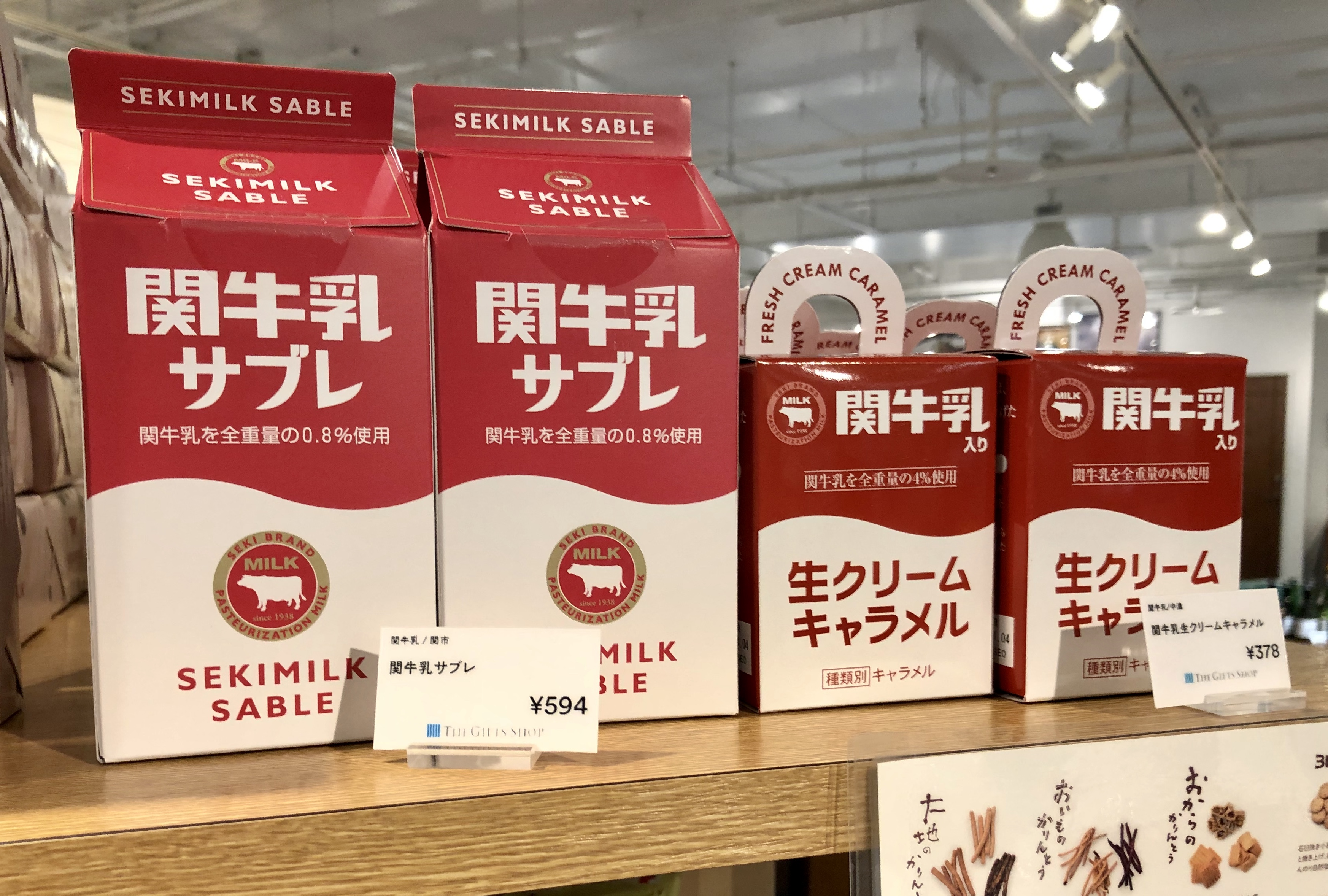
関牛乳（1950年創立）の商品

- 貝印グループ - 発祥の地が関市（本社は東京都）
- フェザー安全剃刀 - 現在の本社は大阪市にあるが、会社発祥の地は関市である。
- トーヨーキッチン
- 鍋屋バイテック
- シーシーアイ
- ナガセインテグレックス
- アテナ工業
- ツヴィリング J.A. ヘンケルスジャパン
- サン・ストラッセ（大型商業施設サンサンシティマーゴを運営）
- 岩田製作所（一般産業機械用生産財の製造販売）
- 関信用金庫
- 奥長良川名水
- トーエー食品
- 関牛乳
- MOLZA（製紙工場） - 旧武芸川町内にある。
- 福田刃物工業株式会社
- 長谷川刃物
- ニッケン刃物[16]
- 林刃物[17]

## 交通

### 鉄道
- 長良川鉄道越美南線
  - 関富岡駅 - 関口駅 - せきてらす前駅 - 関駅 - 関市役所前駅 - 関下有知駅

2005年（平成17年）3月までには名鉄美濃町線があった。

### 路線バス
関シティターミナルを中心に、各方面へ路線バスや東京・バスタ新宿や名古屋・名鉄バスセンターを結ぶ高速バスが走る。同ターミナルにはタクシー乗り場もある。
- 岐阜バス
- 一般路線バスの他、岐阜バス運行の高速バス全てに乗車出来る。
- 関市内巡回バス(関シティバス）

#### 過去の路線バス
- 名鉄バス（高速名古屋線を2017年（平成29年）9月8日まで岐阜バスと共同運行[18]）

### 道路
高速道路
- 東海北陸自動車道
  - 関IC ‐ 美濃関JCT

高規格幹線道路
- 東海環状自動車道
  - 美濃関JCT ‐ 関広見IC

一般国道
- 国道156号
- 国道248号
- 国道256号
- 国道418号

主要地方道
- 岐阜県道17号江南関線
- 岐阜県道52号白鳥板取線
- 岐阜県道58号関金山線
- 岐阜県道59号北野乙狩線
- 岐阜県道60号美濃関停車場線
- 岐阜県道63号美濃加茂和良線

- 岐阜県道79号関本巣線
- 岐阜県道80号美濃川辺線
- 岐阜県道81号美濃洞戸線
- 岐阜県道85号金山上之保線
- 岐阜県道94号岐阜美濃線

一般県道
- 岐阜県道182号美山洞戸線
- 岐阜県道201号溝口下白金線
- 岐阜県道203号岐阜小倉公園自転車道線
- 岐阜県道281号関美濃線
- 岐阜県道286号神野美濃線
- 岐阜県道287号上白金真砂線

- 岐阜県道290号上野関線
- 岐阜県道294号上之保下袋坂線
- 岐阜県道295号関記念公園線
- 岐阜県道325号大原富之保線
- 岐阜県道343号富加美濃線
- 岐阜県道367号勝山山田線

#### 農道
- 美濃東部広域農道

#### 道の駅
- 平成
- むげ川
- ラステンほらど

## 施設

### 国・県の機関
- 財務省
  - 国税庁名古屋国税局関税務署
- 厚生労働省
  - 岐阜労働局関労働基準監督署
  - 岐阜労働局関公共職業安定所（ハローワーク関）
- 農林水産省
  - 中部森林管理局岐阜森林管理署板取川治山事業所
- 岐阜県産業技術総合センター

### 美術館・博物館・図書館
- 岐阜県博物館
- 関市円空館
- 関市洞戸円空記念館
- 関鍛冶伝承館
- 岐阜県刃物会館
- フェザーミュージアム
- ナイフ博物館
- 世界のナイフ資料館
- 塚原遺跡公園展示館
- 岐阜現代美術館
- 関市立篠田桃紅美術空間 - 2024年3月31日閉館
- 関市立図書館
- 関市武芸川ふるさと館
- 関市武芸川民俗資料館
- 後藤昭夫藝術館
- 三浦勝治美術館
- 関市惟然記念館

### 警察
- 岐阜県関警察署

### 消防
- 中濃消防組合

### 病院
- 中濃厚生病院
- 関中央病院

### 体育施設
- 関市総合体育館
- 関市民球場
- グリーン・フィールド中池
- 関市武芸川健康プール
- 関市中池公園陸上競技場（中池かわせみスタジアム）
- 関市中池体育館
- 関市千疋体育館
- 関市洞戸体育館　※老朽化により2019年から使用禁止となり倉庫として使用
- 関市板取体育館　（旧・関市立板取中学校体育館）
- 関市板取島口体育館　（旧・板取村立島口小学校体育館）　※老朽化により2018年から使用禁止
- 関市板取白谷体育館
- 関市板取門出体育館　（旧・板取村立板取第一小学校体育館）
- 関市武芸川体育館
- 関市上之保体育館　（旧・関市立上之保中学校体育館）
- 関市洞戸運動公園
- 関市板取運動公園
- 関市武芸川スポーツ公園
- 関市上之保明ヶ島運動公園

### その他施設
- 関市総合福祉会館
- 関市学習情報館
- アピセ・関
- 関市勤労会館（ワークプラザ関）
- 濃州関所茶屋
- 中濃運転者講習センター
- 中濃公設地方卸売市場
- 革真宗教日本教本部
- せきてらす
- 関自動車学校
- 中濃自動車学校
- 中濃テレビ中継局

## 名所・旧跡・観光スポット

### 名所
- 岐阜県百年公園
- 寺尾ヶ原千本桜公園
- 21世紀の森公園[19]
- 板取街道（別名：アジサイロード・日本の道100選）
- モネの池（通称）
- 株杉

### 旧跡
- 弥勒寺官衙遺跡群
  - 弥勒寺官衙遺跡（弥勒寺東遺跡）
  - 弥勒寺西遺跡
  - 弥勒寺跡
- 円空入定塚
- 塚原遺跡
- 鬼が落とした大石[20]

### 城跡
- 関城
- 迫間城
- 小野城
- 椎倉城
- 跡部城
- 一柳城

## 神社
- 春日神社
- 武芸八幡宮
- 高賀神社
- 高賀の森水
シドニーオリンピックの女子マラソンにおいて、金メダルに輝いた高橋尚子選手が給水に利用した[21]。またナチュラルローソンのPB商品、東京ディズニーリゾート、成田空港、中日本高速道路の公式飲料水にもOEM供給されている。
- 多為神社
- 水無神社
高照光姫命を祭神とする宝亀5年（西暦774年）に飛騨一宮水無神社より勧請された社。
4月中旬の例祭では神輿の神幸が行われ、五穀豊穣を願い神楽が奉納されたり、鬼の棒振りが登場する。
- 根道神社
- 向山神社
- 伊岐神社
- 貴船神社
- 八幡神社（関市小瀬）
- 南宮神社（関市富之保）
- 八幡神社（関市上之保）

### 寺院
- 宗休寺（関善光寺）
全国の善光寺の中で唯一、戒壇巡りのコースが卍型になっている。
- 新長谷寺（吉田観音）
国の重要文化財建造物8棟をはじめ、多くの文化財を有する。通称「美濃の法隆寺」
- 日龍峰寺（高澤観音）
多宝塔（国の重要文化財）は鎌倉時代後期の建立で県下最古である。本堂は「美濃清水」の異名がある。
- 迫間不動
美濃三不動の一つ

武芸川町
- 陽徳寺

### 文化財
2014年9月現在、市内には、国の重要文化財が14件、国の登録有形文化財が2件、岐阜県指定重要文化財が16件。その他、無形文化財や天然記念物など数多く存在する。

### その他
- 武芸川温泉ゆとりの湯
- 上之保温泉ほほえみの湯
- 板取川温泉バーデェハウス
- 倉知温泉マーゴの湯
- 神明温泉

## 文化

### 祭事・イベント
- 小瀬鵜飼
初夏から秋（5月 - 10月）にかけて長良川で鵜飼が行われる。日本の音風景100選に選ばれている。
- 刃物まつり
毎年10月「体育の日の前の土・日曜日」に開催。
本町通りをメイン会場として刃物大廉売市や古式日本刀鍛錬などが行われる。刃物大廉売市では、市内中の刃物業者が出店する露店で市価よりも格安で刃物を購入できるため、市内外から多くの人が訪れる。一年を通して最も市外から人が訪れる2日間と言える。
- 倉知祭り
倉知地域で4月に行われる祭り。2つの神社からそれぞれ1つの神輿がでる。昔は「けんかみこし」と呼ばれるほど激しいぶつかりあいが行われていたが、怪我の恐れがあるため近年では行われなくなった。
- 関市民花火大会
- 関市武芸川ふるさと夏まつり
- 津保川花火大会
- 板取川花火大会
- 関広見まつり
東海環状自動車道・関広見ICとその近くにある信号制御機（関 - 163）がソーシャルゲーム『アイドルマスター シンデレラガールズ』の登場人物“関裕美”と同音なことからファンの間で一種の聖地化しており、これに関牛乳ら地元企業が乗っかる形で2019年より毎年8月17日（関裕美の誕生日と同一）に開催される。あくまで版元非公式イベントでありキャラクターを想起させる要素は最低限に抑えられているものの、アイマスファンを中心に遠方からの客も来訪する程知名度の高いイベントと化している[23]。
- 刃物のまち関シティマラソン
- バイクトライアル世界選手権
1992年（平成4年）から日本大会の会場となっていたが、2008年（平成20年）をもって関市での開催を打ち切った。

#### 盆踊り
- 中央櫓に三味線・笛・太鼓・トランペット、歌手を据えた囃子で盆踊りを踊ることを長年の風習としている。過去にはCD音源を流したこともあったが、市民から「関市は生演奏なのになんでCDをかけるんだ」と苦情があったことからすぐ廃止に追い込まれた。愛知県尾張地方・岐阜県東濃地方ではダンシング・ヒーロー（荻野目洋子）を盆踊りで踊る地域文化が1986年頃から息づいているが、その中で同曲を生演奏で踊る風習は関市が唯一とされている[24]。

### 特産品
- 刃物
ドイツのゾーリンゲン (Solingen) 、イギリスのシェフィールド (Sheffield) と並んで、刃物の3S[25]と呼ばれている。
- うなぎ
複数のうなぎの名店がある。度々マスコミなどで採り上げられており、年中行列が絶えない。遠方からはるばる来店する客も多い。冬になると郡上方面からのスキー帰りの客が立ち寄ることも多い。うなぎは関西風の腹開きでさばかれたものを炭火などで焼きあげる。各店が切磋琢磨して作り上げた独自のタレをつけて焼くため、表面は香ばしく身がジューシーに焼きあがる。店ごとに味の特徴が楽しめる。
- 関からあげ
衣が黒く、ひじきと地元名物の椎茸を使用している。
- キウイフルーツ
- つるむらさきうどん
- 椎茸スナック
- ゆず
- 円空芋
- みのにしき
- アユ - 塩焼、刺身、鮎雑炊など

### 市民活動
- 関市まちづくり協議会（関市東日吉町43-1 （社）関青年会議所事務局内）
- せき・まちづくりNPOぶうめらん（関再発見フリーマガジンぶうめらんを発行）

### ゆるキャラ
ぶぅ
関市非公式キャラクター／ぶうめらんキャラクター／長良川鉄道公式応援団長。2007年6月誕生。
ヤマリン
第30回全国豊かな海づくり大会キャラクター。2009年4月〜2010年6月。
関＊はもみん
関市公式キャラクター。2010年4月誕生。
ゆずりん
関市上之保地域の観光PRキャラクター。地域活性化を進める若手グループ郷友会などでつくる実行委員会の公募により誕生した。2012年5月誕生。

## 出身著名人
- 広瀬惟然 - 俳人
- 福地泡介 - 漫画家。
- 森有一 - 俳人・画家。
- 武藤嘉門 - 政治家・実業家。
- 椎名武雄 - 日本IBM会長。
- 長谷部康平 - プロ野球選手。
- 沢浩 - マジシャン。
- ザビエル山田 - 漫画家。
- 山田太一 - タレント。
- 有田美春 - 歌手。後に加原夏美に改名。
- かおりくみこ - アニメソング歌手。
- 梅田エリカ - アナウンサー。
- 豆千代 - 芸者・歌手。
- 山本重雄 - エスワイフード社長。
- 上野一惠 - 細菌学者。
- 岡田只治 - 実業家・発明家。
- 野村芳兵衛 - 教育者。
- 林晃平 - 文学者・浦島伝説研究者。苫小牧駒澤大学教授。
- 小島大徳 - 経営学者。神奈川大学経営学部准教授。
- 小栗左多里 - 漫画家。
- 水谷哲也 - ファッションデザイナー。※大垣市生まれ関市在住。
- 村橋明郎 - 映画監督。
- 平方浩介 - 小説家・教員。※旧徳山村生まれ関市在住。
- LiSA - 歌手[26]。
- ayami - 歌手。
- 永田亮子 - 声優。
- 清本拓己 - サッカー選手。
- 遠藤純輝 - サッカー選手。
- 堀田ありさ - 女子プロ野球選手。
- パルト小石 - マジシャン。[27]

- YUYA - 作曲家。
- まつやまたかし - イラストレーター。

### 名誉市民
- 亀山一二 - 元関市長
- 福岡博由 - 元関市長
- 岸田昌久 - フェザー安全剃刀名誉会長（当時）